# Denzlingen
Denzlingen ist eine Gemeinde rund zehn Kilometer nördlich von Freiburg im Breisgau im Landkreis Emmendingen im Südwesten des Landes Baden-Württemberg.

## Geographie

### Lage

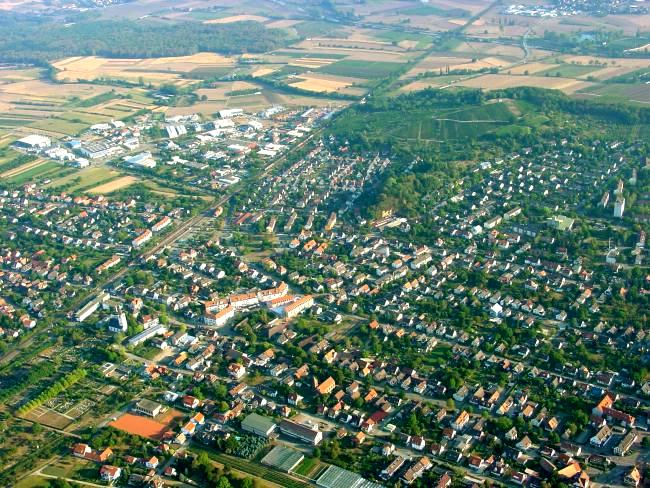
Luftbild von Denzlingen (2003)

Die nur aus dem Dorf dieses Namens bestehende Gemeinde Denzlingen liegt im Breisgau, einer südöstlichen Teillandschaft der Oberrheinischen Tiefebene, zu Füßen des Schwarzwalds. Im Norden der Gemarkung fließt die Elz, durch den Ort selbst zieht die Glotter.
Weitere Fließgewässer im Gemeindegebiet sind das Lossele im Osten, der Schwan (auch Schwanen) im Norden sowie der Taubenbach (früher Daubenbach) im Süden.
Von Ostsüdosten her mündet das Glottertal aus dem Schwarzwald in die flache Talebene, das sich in weitem Winkel nach Westen hin öffnet bis hin zum kleinen Massiv des Kaiserstuhls, der die Rheinebene noch vor dem Rhein unterbricht. In Richtung Nordosten erreicht man das Elztal. Auf dem Weg nach Norden gelangt man bald zu den westlichsten Ausläufern des Schwarzwaldes und über das Tennenbacher Tal nach Freiamt.
Die Ebene gibt den Blick auf den Kaiserstuhl frei und bei klarer Sicht auf die etwa 50 km entfernten Vogesen auf der französischen Seite der Oberrheinebene.
Im Norden der Gemeinde befindet sich der Mauracher Berg, eine geologisch interessante Erhebung der Vorbergzone in der Ebene von Elz und Glotter. Weitere Erhebungen auf Denzlinger Gemarkung sind die zum Mittleren Schwarzwald gehörenden Einbollen und Flissert.
Im Gemeindegebiet lagen die in Denzlingen aufgegangenen Ortschaften Mauracherhof und Unterdenzlingen. Unmittelbar westlich der heutigen Gemarkungsgrenze befand sich die Ortschaft Thiermondingen.

### Nachbargemeinden
An Denzlingen grenzen folgende Gemeinden an (von Westen im Uhrzeigersinn): Vörstetten, Emmendingen, Sexau und Waldkirch im Landkreis Emmendingen; Glottertal, Heuweiler und Gundelfingen im Landkreis Breisgau-Hochschwarzwald.

### Klima
|                        | Jan  | Feb  | Mär  | Apr  | Mai  | Jun  | Jul  | Aug  | Sep  | Okt  | Nov  | Dez |   |      |
| Mittl. Temperatur (°C) | 3,0  | 3,7  | 7,1  | 10,8 | 14,7 | 19,3 | 20,9 | 20,3 | 15,8 | 10,9 | 6,6  | 4,4 | ⌀ | 11,5 |
| Mittl. Tagesmax. (°C)  | 6,3  | 8,1  | 12,6 | 16,9 | 20,3 | 25   | 26,7 | 26,6 | 22,1 | 16,2 | 10,6 | 8,0 | ⌀ | 16,7 |
| Mittl. Tagesmin. (°C)  | −0,8 | −0,7 | 1,3  | 3,8  | 8,2  | 12,8 | 13,8 | 13,3 | 9,4  | 5,4  | 2,8  | 0,3 | ⌀ | 5,8  |
|                        |      |      |      |      |      |      |      |      |      |      |      |     |   |      |
| Niederschlag (mm)      | 66   | 47   | 44   | 84   | 111  | 83   | 58   | 72   | 51   | 54   | 59   | 45  | Σ | 774  |
|                        |      |      |      |      |      |      |      |      |      |      |      |     |   |      |
| Regentage (d)          | 17   | 13   | 14   | 14   | 14   | 12   | 12   | 12   | 12   | 12   | 12   | 15  | Σ | 159  |

| −0,8 |

| −0,7 |

| 1,3 |

| 3,8 |

| 8,2 |

| 12,8 |

| 13,8 |

| 13,3 |

| 9,4 |

| 5,4 |

| 2,8 |

| 0,3 |

| −0,8 |

| −0,7 |

| 1,3 |

| 3,8 |

| 8,2 |

| 12,8 |

| 13,8 |

| 13,3 |

| 9,4 |

| 5,4 |

| 2,8 |

| 0,3 |

## Geschichte

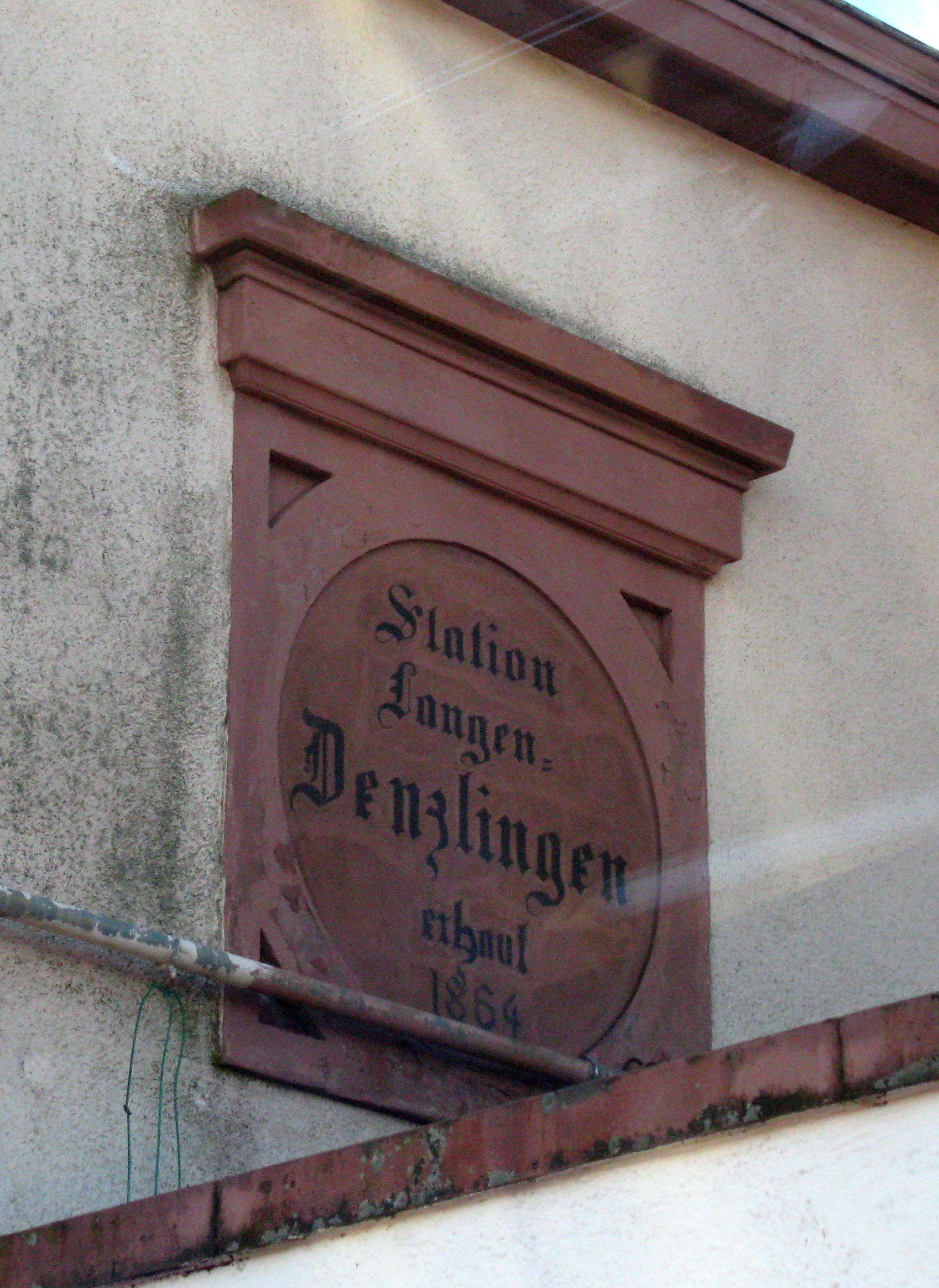
Der Beiname Langen-Denzlingen am Denzlinger Bahnhof

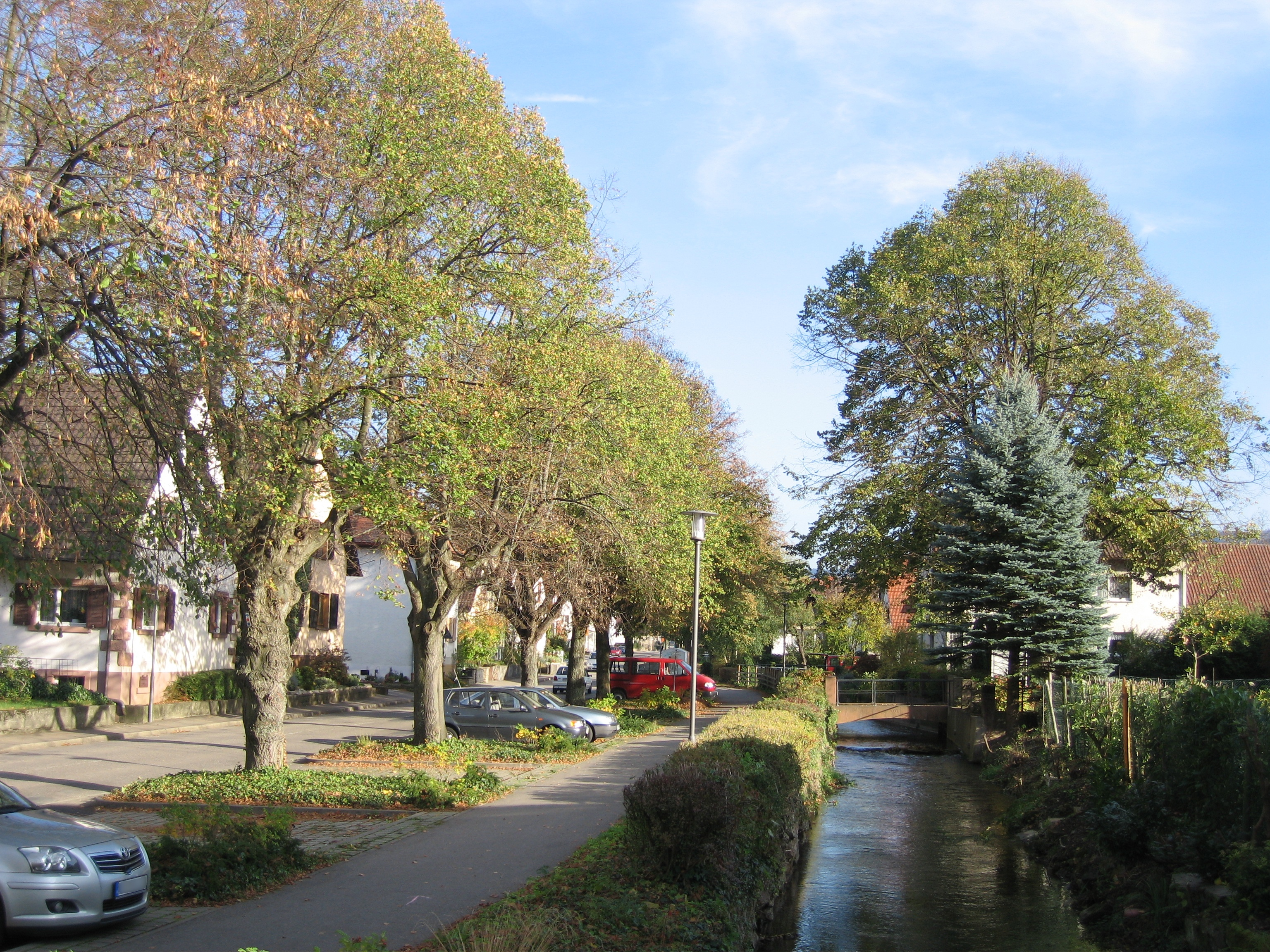
Die Glotter in Denzlingen (2008)

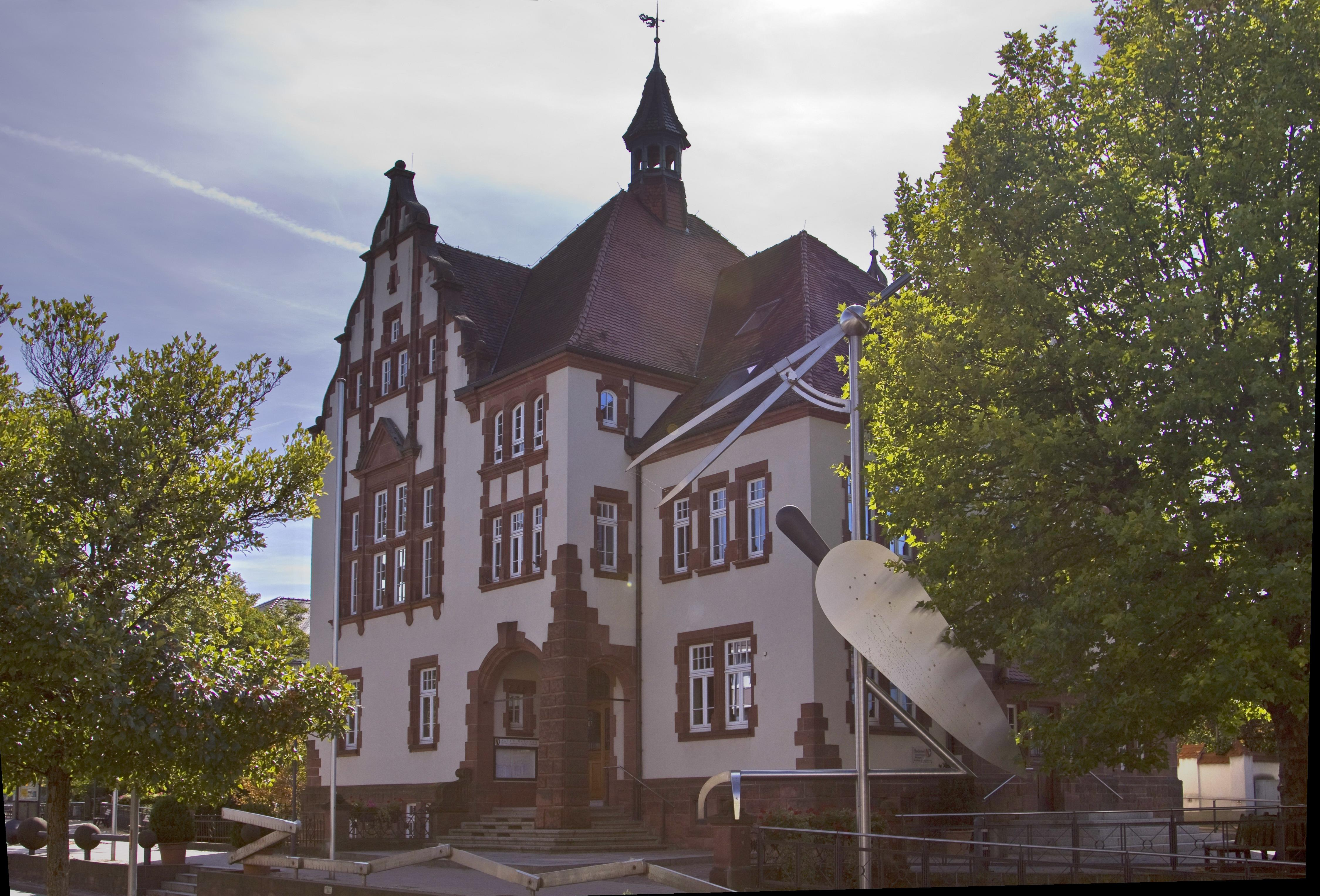
Altes Denzlinger Rathaus

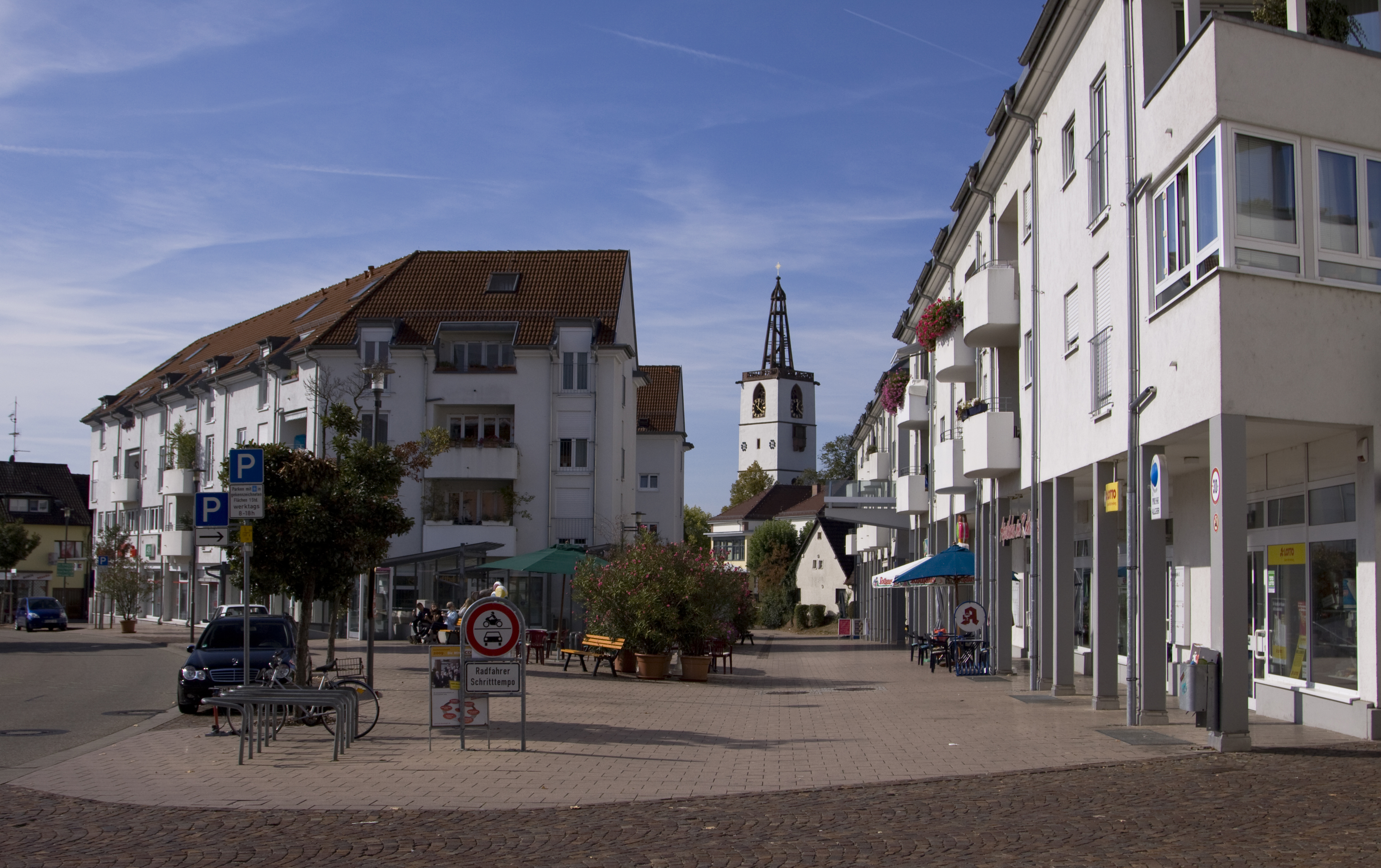
Kohlerhof in Denzlingen

### Bis zum 19. Jahrhundert
Denzlingen war schon in römischer Zeit besiedelt, wie die Reste einer Villa rustica aus dem 2./3. Jahrhundert n. Chr. am Fuße des Mauracher Bergs bezeugen. Wie die Endung „-ingen“ bereits andeutet, handelt es sich bei Denzlingen um eine von Alemannen gegründete Siedlung. Namensgeber war der Stammesfürst Denzilo, der sich im 5. Jahrhundert hier niederließ. Die erste urkundliche Erwähnung des Orts stammt aus dem Jahr 984. Das mittelalterliche Denzlingen bestand aus zwei getrennten Ansiedlungen. Nieder- und Oberdorf, beide an der Glotter gelegen, erstreckten sich entlang eines alten Weges von Riegel am Kaiserstuhl ins Glottertal (Herrenweg). Sie wuchsen im Lauf der Zeit zu einem langgestreckten Straßendorf zusammen, das den Beinamen Langendenzlingen erhielt.
Vor allem für das 12. Jahrhundert ist ein Ortsadel nachgewiesen – so wird 1111 ein Burchart de Dencelingen, für 1112 im Rotulus Sanpetrinus „ein freier Mann von Denzlingen, Ludewicus“ erwähnt (verkürzt: Ludwig von Denzlingen) – jedoch haben diese keine Spuren im Ortsbild hinterlassen.
Besitz in Denzlingen hatten 984 das Kloster Einsiedeln, 1147 das Kloster St. Ulrich, 1178 das Kloster Waldkirch und 1185 das Kloster St. Trudpert. Ab 1305 gehörte Denzlingen zur Markgrafschaft Baden-Hachberg, die 1415 von Markgraf Bernhard I. erworben wurde. Sie ging in der Markgrafschaft Baden und später in der Markgrafschaft Baden-Durlach auf. Den Kirchensatz in Denzlingen besaß ab 1348 die Deutschordenskommende Freiburg.
Die Gebiete Mauracherhof und Steckenhof (heute Stöckenhof) nahmen hingegen eine andere Entwicklung. Mauracherhof wird als Muron bereits 962 ersterwähnt, als Otto I. den Besitz des Breisgau-Grafen Guntram an das Bistum Konstanz gibt, das ihn 1302 an das Domkapitel Konstanz verkauft. Über das Stift Waldkirch (1466) und weitere Besitzer kommt Mauracherhof schließlich 1714 an die Familie Sonntag und schließlich 1970 an die Gemeinde Denzlingen. Steckenhof gehörte zunächst den Teuffel von Birkensee und anschließend den Roeder von Diersburg.
In der frühen Neuzeit wurde am Einbollen Eisenerzbergbau betrieben, wie zahlreiche Pingen belegen. Bereits zu römischer Zeit fand am Südostabhang des Mauracher Bergs Eisenverhüttung statt.
Das Straßendorf wurde im Dreißigjährigen Krieg fast vollständig zerstört. Die Schlacht zwischen den kaiserlichen und schwedischen Truppen bei Denzlingen ist im abenteuerlichen Simplicissimus von Hans Jakob Christoffel von Grimmelshausen beschrieben.
1826 befand sich das Ortszentrum mit einem neuen Rathaus gegenüber dem heutigen Gasthaus Krone. Seit dem 19. Jahrhundert ist Denzlingen beträchtlich angewachsen, insbesondere nach dem Anschluss an das badische Eisenbahnnetz 1845 (Bahnstrecke Mannheim–Basel). Von 1847 bis 1857 flüchteten viele Denzlinger wegen der revolutionären Ereignisse 1848 nach Amerika. Die beginnende Industrialisierung in der Mitte des 19. Jahrhunderts wandelte das Bild Denzlingens von einem Dorf mit vorher vorwiegend landwirtschaftlicher Struktur zu einem Industriestandort. Der erste größere Industriebetrieb war 1867 eine Zigarrenfabrik, der vielen Menschen bis in die 1960er Jahre Arbeit gab. Zeitweise gab es in Denzlingen bis zu sieben Zigarrenfabriken. Im Ort entwickelten sich neue Strukturen, darunter ein Bauverein, der Wohnraum an der Rosenstraße schuf, eine Krankenkasse und weitere soziale Einrichtungen. Viele Bürger arbeiteten im Nebenerwerb in der Landwirtschaft.
In den Jahren 1869 und 1870 wurde der Südwesthang des Einbollens am Talaustritt rechts über der Glotter gerodet und ab 1873 dann als Weinberg genutzt. Das weithin sichtbare Rebhäuschen auf dem Einbollen-Sporn wurde 1872 errichtet. Die Eisenbahnlinie in Richtung Waldkirch (Elztalbahn) wurde 1875 fertiggestellt und 1901 um zwölf Kilometer bis Elzach verlängert.

### 20. und 21. Jahrhundert
Am 31. Januar 1911 war die neue Denzlinger Wasserversorgung mit einem Quellbrunnen am Einbollen und einer Brunnenstube am Brestenberg fertiggestellt. Der Unternehmer Otto Möllinger kaufte 1911 die ehemalige Wollenweberei beim heutigen Rocca-Areal. Er baute eine neue Zigarrenfabrik und nahm an gleicher Stelle eine Elektroturbine in Betrieb, die Denzlingen mit elektrischem Strom versorgte.
Im Ersten Weltkrieg verlor Denzlingen, das damals etwa 1900 Einwohner hatte, über 70 Soldaten. In der Zeit des Nationalsozialismus gab es im protestantisch geprägten Denzlingen wie in anderen Gemeinden dieses Typs einen überdurchschnittlich hohen Stimmenanteil für die NSDAP (Reichstagswahl März 1933: 59,6 %) und eine große Zahl an Parteimitgliedern (22 Mitglieder im Jahr 1932, 239 Mitglieder im Jahr 1943, darunter der evangelische Pfarrer). Zwei Denzlinger Bürger wurden in der Gaskammer der Tötungsanstalt Bernburg ermordet und ein polnischer Zwangsarbeiter von einem Wachmann in Denzlingen erschossen. Zu deren Andenken wurden 2018 drei Stolpersteine in Denzlingen verlegt. Für einen bei der Flucht aus einem Konzentrationslager erschossenen Mann soll bald ein vierter Stolperstein folgen. Der Zweite Weltkrieg kostete über 180 Soldaten aus Denzlingen das Leben. 1950 lebten etwa 3000 Einwohner in Denzlingen. In den 1960er Jahren setzte ein rasches Bevölkerungswachstum ein und die Infrastruktur wurde ausgebaut. Zusammen mit den Nachbargemeinden Buchholz, Reute, Vörstetten und Wasser gründete die Gemeinde 1959 den Wasserzweckverband Mauracher Berg, dem 1961 zunächst Glottertal, Föhrental und Heuweiler und 1971 Waldkirch und Kollnau beitraten. 1972 und 1974 schloss sich Denzlingen mit den Nachbargemeinden Vörstetten und Reute zum Gemeindeverwaltungsverband Denzlingen-Vörstetten-Reute zusammen.
Im Osten der Gemeinde entstanden in den 70er und 80er Jahren neue Wohngebiete, ein Bildungszentrum und zahlreiche neue Sportstätten. In den 1990er Jahren erweiterte man das Gewerbegebiet in Richtung Westen, mehrere namhafte Unternehmen siedelten sich daraufhin an.
Von 1994 bis 2004 wurde die Ortsmitte saniert und neu gestaltet. Die Gemeinde errichtete 1996 ein neues Rathaus als Sitz der Gemeindeverwaltung Denzlingen-Vörstetten-Reute. Im gleichen Zug wurde das 1909 erbaute Alte Rathaus 1998 grundlegend saniert. Es beherbergt den Ratssaal des Gemeinderates und ein Trauzimmer. Der alte Bauernhof Kohlerhof in der Ortsmitte wurde ausgesiedelt. An seiner Stelle entstand ein Einkaufszentrum mit Flaniermeile. Das Kultur- und Bürgerhaus nahe dem Stadtpark wurde 2003 eingeweiht und setzte neue architektonische und kulturelle Akzente. Bekannte Künstler sind hier regelmäßig zu Gast. 2004 eröffnete im ehemaligen Rocca-Fabrikgelände in der Ortsmitte ein neues Kulturzentrum mit Mediathek und Kulturcafé. Entlang der Glotter und der Rosenstraße entstanden neue Plätze, vor dem Rathaus ein neuer Brunnen. Nahe dem Roccaareal wurde das historische Inselhaus saniert und einer neuen Nutzung zugeführt.
Am 29. Oktober 2009 beschloss der Gemeinderat, zum 1. Januar 2010 eigene Gemeindewerke zu gründen (Energieversorgung Denzlingen GmbH).
Das 1974 gebaute Denzlinger Sportbad wurde in den Jahren 2008 bis 2010 umfassend renoviert und am 21. Mai 2010 eröffnet. Ab Mai 2010 baute die Gemeinde Denzlingen an der Vörstetter Straße ein neues Rettungszentrum für die örtliche Freiwillige Feuerwehr und das Deutsche Rote Kreuz. Die Gesamtkosten beliefen sich auf 3,2 Millionen Euro, Mitte Dezember 2011 war es betriebsbereit. Die Dachfläche des Neubaus ist mit einer Photovoltaikanlage ausgerüstet worden, die von einer eigens dafür eingerichteten Bürgerenergiegesellschaft finanziert wird.
Seit Juli 2010 gibt es in Denzlingen die ersten „Elektrotankstellen“ Südbadens. An den Standorten Rathaus, Denzlinger Bahnhof und Sport- und Familienbad können batteriebetriebene Elektromopeds mit Strom versorgt werden. In der Testphase wurden insgesamt 10 Elektromopeds angeschafft, die von Denzlinger Bürgern und Gemeindemitarbeitern benutzt werden können.
In der Nähe des Altdenzlinger Heimethues wurde im Sommer 2011 im Zuge des Neubaus von Mehrfamilienhäusern ein neuer Festplatz geschaffen, der zum Glotterbach hin geöffnet ist und das Heimathues sowie ein nahegelegenes Fachwerkhaus als Ensemble verbindet. In der Gemeinderatssitzung vom 17. Oktober 2011 wurde beschlossen, den neuen Platz „Festplatz am Heimethues“ zu nennen. Zudem wurde 2011 durch den Denzlinger Gemeinderat eine karitative Bürgerstiftung gegründet, die Projekte unterschiedlicher Art am Ort finanziell unterstützt.
Im Sommer 2012 wurde die im Bildungszentrum Denzlingen provisorisch bestehende Schülermensa umfassend erweitert und die daran angeschlossene Schulaula grundlegend umgestaltet sowie im Januar 2013 an der Jahnstraße eine neue Zwei-Feld-Sporthalle eröffnet.

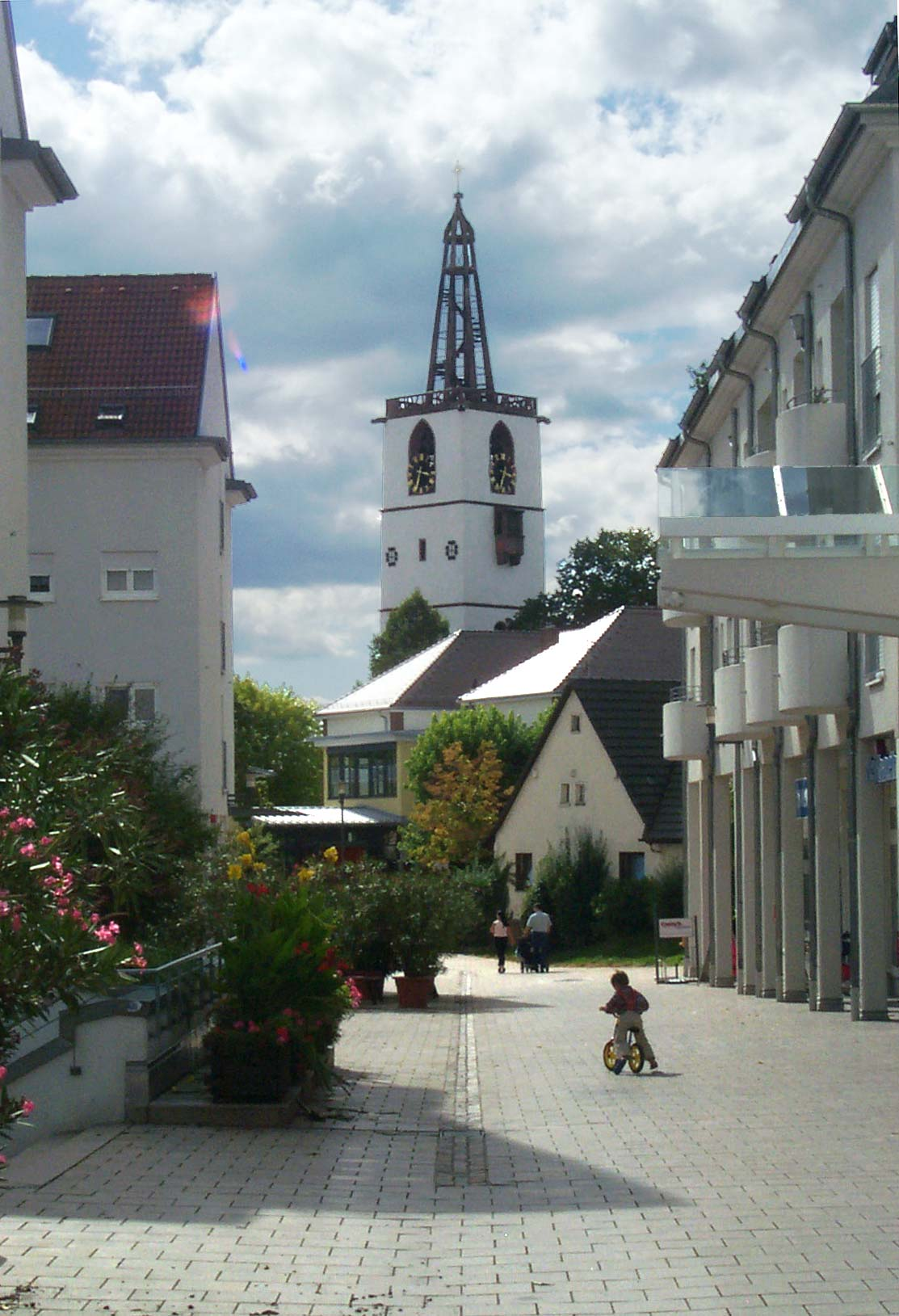
Blick auf die Georgskirche (2004)

### Religionen
Als ehemals Baden-Durlacher Ort war Denzlingen lange Zeit überwiegend evangelisch. Die erste katholische Kirche nach der Reformation wurde 1888 geweiht. Zu den im Ort vertretenen Religionsgemeinschaften gehören die Neuapostolische Kirche und eine Evangelisch-Freikirchliche Gemeinde (Baptisten). Darüber hinaus leben Angehörige des Islam und des Judentums in Denzlingen.

### Konfessionsstatistik
Im Jahr 1843 waren 99 % der Einwohner evangelisch und 1 % waren konfessionslos, gehörten einer anderen Glaubensgemeinschaft an oder machten keine Angabe.
Gemäß dem Zensus 2011 waren 31,0 % der Einwohner evangelisch, 39,0 % römisch-katholisch und 30,0 % waren konfessionslos, gehörten einer anderen Glaubensgemeinschaft an oder machten keine Angabe. Am 30. Juni 2018 waren 35,3 % der Einwohner katholisch, 27,5 % evangelisch und 37,2 % waren konfessionslos, gehörten einer anderen Glaubensgemeinschaft an oder machten keine Angabe. Die Zahl der Protestanten und Katholiken ist seitdem weiter gesunken. Am 24. Juni 2022 waren 31,6 % der Einwohner katholisch, 23,8 % evangelisch und 44,6 % waren konfessionslos, gehörten einer anderen Glaubensgemeinschaft an oder machten keine Angabe.

### Einwohnerentwicklung
| Jahr | Einwohner |
| ---- | --------- |
| 1834 | 1.207     |
| 1899 | 1.613     |
| 1910 | 1.865     |
| 1939 | 2.488     |
| 1950 | 2.937     |
| 1960 | 4.099     |
| 1965 | 5.221     |

| Jahr | Einwohner |
| ---- | --------- |
| 1970 | 6.782     |
| 1975 | 8.497     |
| 1980 | 10.129    |
| 1985 | 11.510    |
| 1990 | 11.567    |
| 1995 | 12.303    |
| 2000 | 12.791    |

| Jahr | Einwohner |
| ---- | --------- |
| 2005 | 13.419    |
| 2010 | 13.712    |
| 2015 | 13.498    |
| 2020 | 13.585    |
| 2023 | 13.682    |

jeweils 31. Dezember

### Bevölkerung
| Geschlecht                        | Einwohner |
| --------------------------------- | --------- |
| männlich                          | 6.484     |
| weiblich                          | 6.991     |
| mit deutscher Staatsangehörigkeit | 12.151    |
| - davon männlich                  | 5.844     |
| - davon weiblich                  | 6.307     |
| mit anderer Staatsangehörigkeit   | 1.324     |
| - davon männlich                  | 640       |
| - davon weiblich                  | 684       |

| Alter              | Einwohner in Prozent |
| ------------------ | -------------------- |
| unter 18 Jahre     | 16,6 %               |
| 18–64 Jahre        | 60,7 %               |
| 65 Jahre und älter | 22,7 %               |

| Beschäftigte am Arbeitsort | 3.097 |
| Beschäftigte am Wohnort    | 5.231 |
| Arbeitslose                | 236   |

## Politik

### Gemeinderat
Die Wahl zum Gemeinderat am 9. Juni 2024 führte zu dem in den Diagrammen dargestellten Ergebnis:
- SPD: 3
- Grüne: 5
- UB/ÖDP: 2
- FDP: 1
- FW: 2
- BL: 4
- CDU: 5

Ergebnisse der Gemeinderatswahlen seit 2004
| Parteien und Wählergemeinschaften | Parteien und Wählergemeinschaften                                                             | % 2024 | Sitze 2024 | % 2019 | Sitze 2019 | % 2014 | Sitze 2014 | % 2009 | Sitze 2009 | % 2004 | Sitze 2004 |
| GRÜNE                             | Bündnis 90/Die Grünen                                                                         | 23,4   | 5          | 26,6   | 6          | 21,1   | 5          | 16,8   | 4          | 17,0   | 4          |
| CDU                               | Christlich Demokratische Union Deutschlands                                                   | 21,0   | 5          | 19,0   | 4          | 24,6   | 5          | 25,3   | 6          | 29,0   | 6          |
| BL                                | Bürgerliste                                                                                   | 18,4   | 4          | 12,6   | 3          | –      | –          | –      | –          | –      | –          |
| SPD                               | Sozialdemokratische Partei Deutschlands                                                       | 14,8   | 3          | 12,9   | 3          | 17,4   | 4          | 19,7   | 4          | 22,2   | 5          |
| FW                                | Freie Wähler Denzlingen                                                                       | 9,5    | 2          | 13,1   | 3          | 14,3   | 3          | 12,0   | 2          | 12,9   | 3          |
| UB/ÖDP                            | Unabhängige Bürger/Ökologisch-Demokratische Partei                                            | 8,2    | 2          | 7,2    | 1          | 7,1    | 2          | –      | –          | –      | –          |
| FDP                               | Freie Demokratische Partei                                                                    | 4,7    | 1          | 4,3    | 1          | –      | –          | –      | –          | –      | –          |
| Die PARTEI                        | Partei für Arbeit, Rechtsstaat, Tierschutz, Elitenförderung und basisdemokratische Initiative | –      | –          | 4,3    | 1          | –      | –          | –      | –          | –      | –          |
| BL/FDP                            | Bürgerliste/Freie Demokratische Partei                                                        | –      | –          | –      | –          | 15,5   | 3          | 16,4   | 4          | 18,9   | 4          |
| Pro Storch                        | Bürgeraktion Pro Storch                                                                       | –      | –          | –      | –          | –      | –          | 9,8    | 2          | –      | –          |
| Gesamt                            | Gesamt                                                                                        | 100    | 22         | 100    | 22         | 100    | 22         | 100    | 22         | 100    | 22         |
| Wahlbeteiligung                   | Wahlbeteiligung                                                                               | 64,5   | 64,5       | 62,7 % | 62,7 %     | 50,2 % | 50,2 %     | 52,6 % | 52,6 %     | 53,4 % | 53,4 %     |

### Jugendgemeinderat

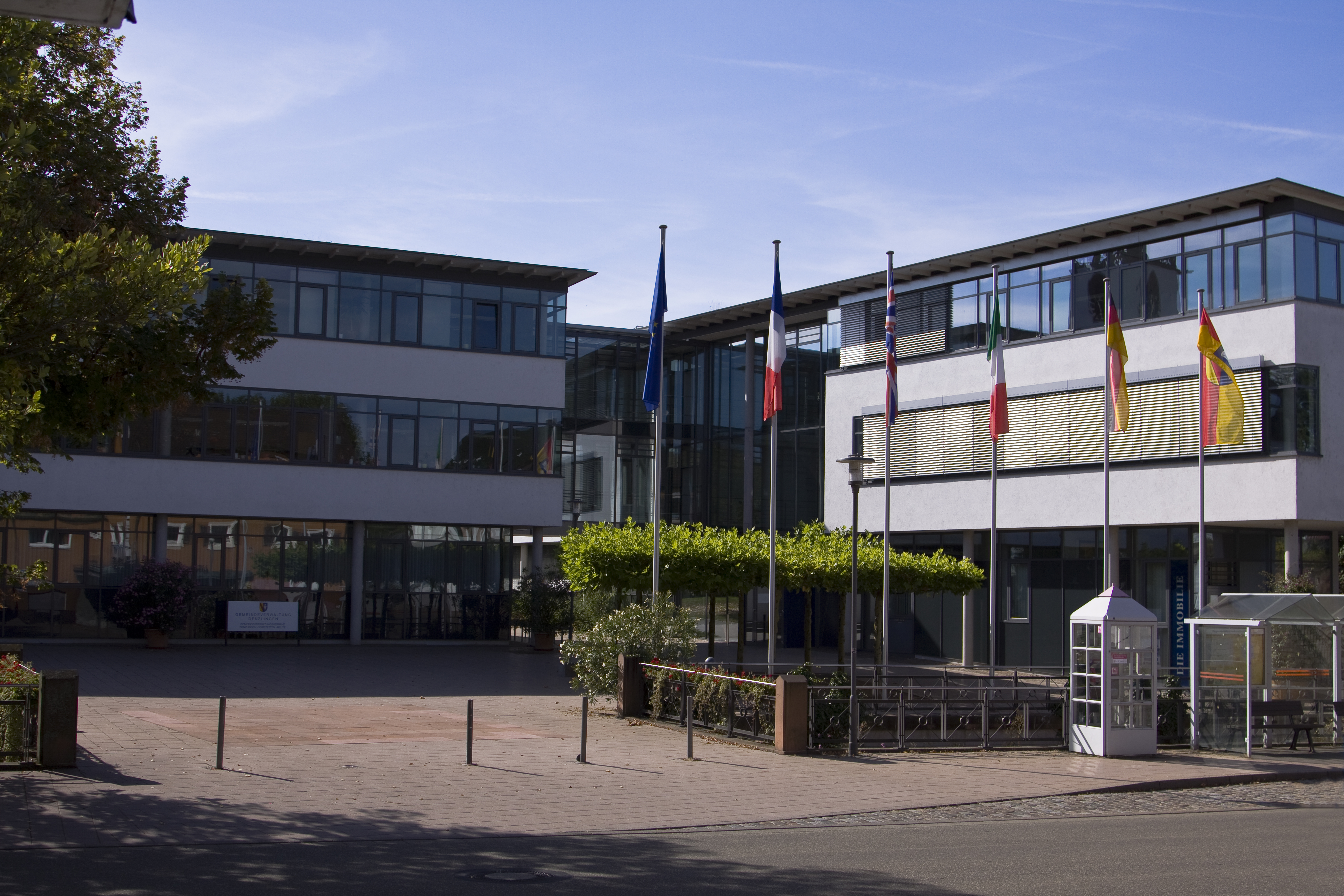
Rathaus Denzlingen

Im Jahr 1997 wurde in Denzlingen ein Jugendgemeinderat gebildet. Nachdem sich ein Jahr zuvor eine Interessensgemeinschaft Jugendgemeinderat formiert hatte, fand am 5. und 6. Mai 1997 die erste Jugendgemeinderatswahl statt. Der Jugendgemeinderat verfolgt das Ziel, den Wünschen der Jugend mehr Gehör zu verschaffen und Denzlingen „jugendfreundlicher“ zu gestalten. Er kann in den politischen Gemeinderat Vorschläge einbringen oder bei anstehenden Entscheidungen Empfehlungen abgeben. Der politische Gemeinderat ist angehalten, bei Entscheidungen, die Kinder und Jugendliche betreffen, stets den Jugendgemeinderat in die Beratung mit einzubeziehen. Dem Jugendgemeinderat steht ein Budget von 1300 Euro nach Rücksprache mit dem Bürgermeister zur Verfügung.
Der Jugendgemeinderat wird alle zwei Jahre neu gewählt. Wahlberechtigt sind alle Jugendlichen im Alter von 14 bis 20 Jahren mit Erstwohnsitz in Denzlingen (Briefwahl ist möglich). Der Jugendgemeinderat verfügt über 10 Sitze, die wie folgt verteilt sind:
- Erasmus-Gymnasium (3)
- Realschule am Mauracher Berg (2)
- Alemannen-Werkrealschule (1)
- Freie Liste (Schüler, die in Denzlingen wohnen, aber keine Denzlinger Schule besuchen, 4)[48]

### Bürgermeister
Mit der Badischen Gemeindeordnung von 1831 wurde das Bürgermeisteramt in Denzlingen eingeführt. Bürgermeister ist seit 2025 Fabian Egle (parteilos).
Alle Bürgermeister der Gemeinde Denzlingen:
| Name des Amtsinhabers    | Amtszeit  |
| ------------------------ | --------- |
| Johann Georg Wagner      | 1832–1836 |
| Christian Rappold        | 1836–1842 |
| Johann Christian Strübin | 1843–1861 |
| Johann Georg Heller      | 1861–1866 |
| Johann Georg Nübling     | 1866–1883 |
| Ludwig Wolfsperger       | 1883–1895 |
| Christian Rappold        | 1895–1913 |
| Karl Friedrich Rappold   | 1913–1927 |
| Rudolf Kasper            | 1927–1931 |

| Name des Amtsinhabers      | Amtszeit  |
| -------------------------- | --------- |
| Karl Leimenstoll (SPD)     | 1931–1935 |
| Wilhelm Meier (NSDAP)      | 1935–1945 |
| Arthur Haller (parteilos)  | 1945–1954 |
| Albert Höfflin MdL (CDU)   | 1954–1972 |
| Wolfram Dennig (SPD, FDP)  | 1972–1996 |
| Lothar Fischer (parteilos) | 1996–2009 |
| Markus Hollemann (ÖDP)     | 2009–2025 |
| Fabian Egle (parteilos)    | seit 2025 |

### Verwaltungsgemeinschaft
1972 schloss sich die Gemeinde mit der benachbarten Gemeinde Vörstetten zu einem Gemeindeverwaltungsverband zusammen; 1974 trat auch die Gemeinde Reute bei. Der Sitz des Verbandes ist Denzlingen. Ziel ist die gemeinsame Erledigung von Verwaltungsangelegenheiten. So ist der Verband z. B. Träger der Schulen in den beteiligten Gemeinden.

### Wappen
Blasonierung: „In gespaltenem Schild vorn in Gold ein roter Schrägbalken, hinten in Blau eine silberne Pflugschar.“
Das älteste Siegel des Gerichts Denzlingen findet sich an einer Urkunde von 1458. Es zeigt wie ein im 16. Jahrhundert und ein in der zweiten Hälfte des 18. Jahrhunderts beschafftes Siegel das noch heute gültige Wappen. Denzlingen führt, wie andere markgräfliche Orte auch, das herrschaftliche Wappenbild in der vorderen Schildhälfte. Die Pflugschar ist als Denzlinger Dorfzeichen in den Banngrenzbeschreibungen des 18. Jahrhunderts belegt. Im 19. Jahrhundert fertigte man Siegel an, die das badische Wappen zeigen, vermehrt im oberen Feld durch die Pflugschar. Das derart verunstaltete Wappen wurde 1900 im Sinne der älteren Wappenzeichnungen richtiggestellt und die Wappenfarben der hinteren Schildhälfte festgelegt.

### Flagge
Die Flagge der Gemeinde wurde am 2. Mai 1984 durch den Landkreis genehmigt. Sie ist rot-gelb gestreift.

### Städtepartnerschaften
Denzlingen unterhält Städtepartnerschaften mit vier europäischen Städten:
- Seit 1974 besteht die Partnerschaft mit der 835 Kilometer entfernten französischen Kleinstadt Saint-Cyr-sur-Mer an der Côte d’Azur in der Provence (Frankreich), die unter anderem im Zeichen des Élysée-Vertrages zu Stande kam.
- Die Partnerschaft mit der 1100 Kilometer von Denzlingen entfernten Stadt North Hykeham im mittelenglischen Lincolnshire (Großbritannien) besteht seit 1988.
- Eine weitere Partnerschaft verbindet Denzlingen mit Città della Pieve im mittelitalienischen Umbrien an der Grenze zur Toskana. Die Partnerschaft mit der 860 Kilometer entfernten Stadt besteht seit 1993.
- Am 19. Juni 2011 wurde die Städtepartnerschaft mit der polnischen Stadt Konstancin-Jeziorna geschlossen. Der Zusammenschluss stellt die erste Städtepartnerschaft mit einer Stadt im Osten dar, wobei Verbindungen zu den polnischen Nachbarn zunächst auf schulischer Ebene zwischen dem Denzlinger Erasmus-Gymnasium und einer Partnerschule in Warschau geknüpft wurden.[57]

Um die Wichtigkeit und Besonderheit der Städtepartnerschaften zu unterstreichen, wurden im Jahr 1999 drei neue Kreisverkehre angelegt, deren Mittelinseln in Stil und Vegetation einer der Partnerstädte entsprechen. Die Kreisverkehre befinden sich in der Nähe des Bahnhofes (Città della Pieve), am Eingang zum Denzlinger Wohngebiet Heidach (Saint-Cyr-sur-Mer) sowie im Industriegebiet Denzlingen nahe der Fischerwerke (North Hykeham).

## Wirtschaft und Infrastruktur
Traditionell war Denzlingen von der Landwirtschaft mit Weinbau und dem Anbau von Obst und Gemüse geprägt.
Als Unterzentrum im Städtedreieck Freiburg, Emmendingen, Waldkirch konnte die Gemeinde in den letzten Jahren einige Unternehmen in mehreren Gewerbegebieten ansiedeln (Schölly Fiberoptic, Fischerwerke usw.). Eine Reihe von Faktoren begünstigte die Gemeinde auf diesem Weg: Im unmittelbaren Einzugsgebiet leben etwa 30.000 Menschen, die Universitätsstadt Freiburg ist ca. zehn Kilometer entfernt.
Im Werk der Fischer-Gruppe in Denzlingen entwickeln und produzieren 160 Mitarbeiter (Stand 2020) chemische Befestigungssysteme für die Bauindustrie.
Viele Einwohner arbeiten in den nahegelegenen größeren Städten wie Freiburg und Emmendingen.
Die Gemeinde Denzlingen gehört zum Bezirk des Amtsgerichts Emmendingen.

### Verkehr

#### Bahnverkehr

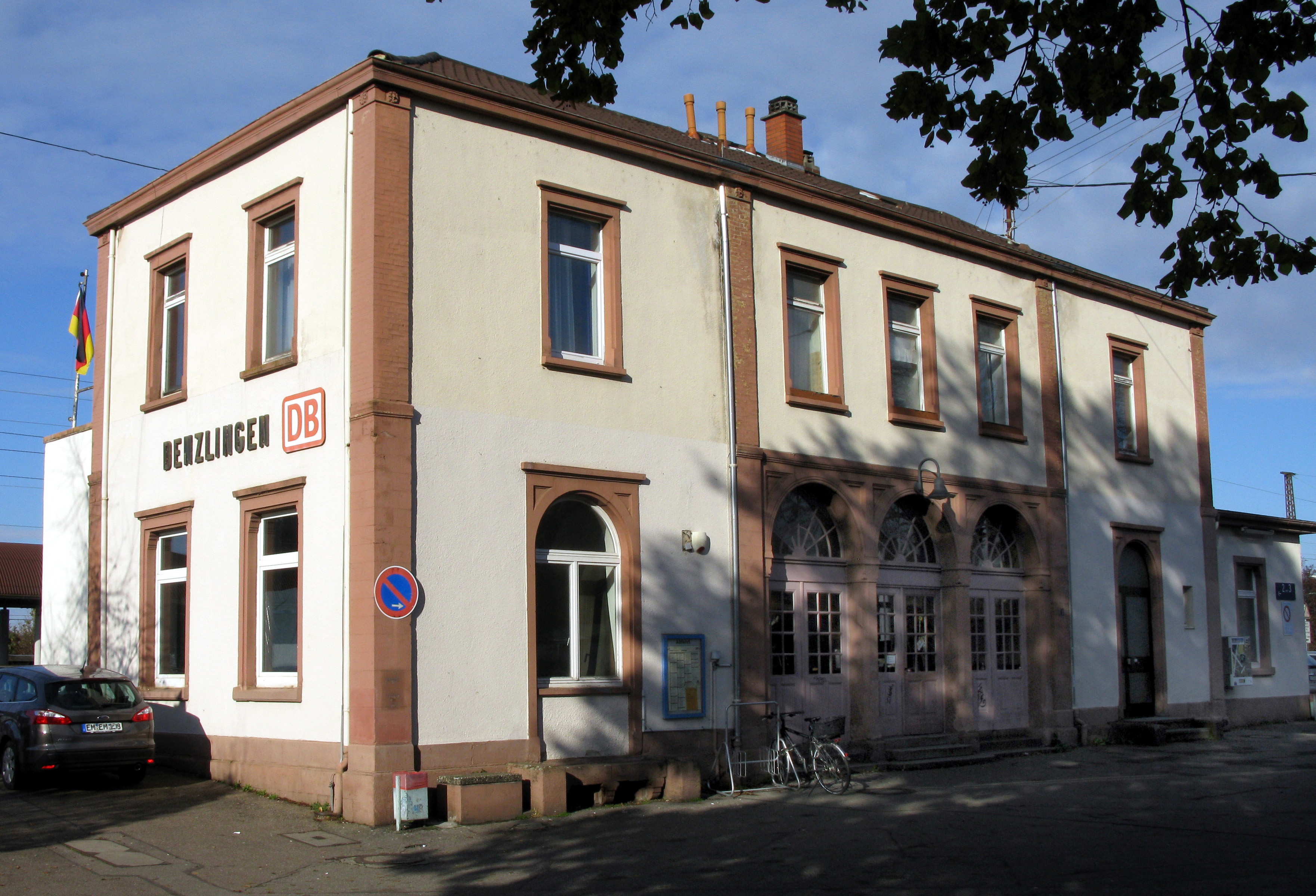
Bahnhofsgebäude von Friedrich Eisenlohr

Die Gemeinde ist mit über 120 Zugverbindungen täglich an das Eisenbahnnetz angebunden. Die Rheintalbahn Offenburg–Basel hat einen Haltepunkt in Denzlingen, den Bahnhof Denzlingen. Auch die Elztalbahn (nach Elzach), auf der die SWEG (bis Dezember 2017: Breisgau-S-Bahn GmbH) fährt, ist dort an die Rheintalbahn angeschlossen. Die Gemeinde gehört dem Regio-Verkehrsverbund Freiburg an. Der nächstgelegene Halt für IC- und ICE-Züge ist Freiburg im Breisgau.

#### Radverkehr
Durch Alltagsrouten aus dem Radnetz Baden-Württemberg ist Denzlingen 
- über Gundelfingen mit Freiburg,
- über Emmendingen, Teningen (Stadtteil Köndringen), Kenzingen und Herbolzheim mit Lahr und
- über Waldkirch mit Elzach verbunden. An letzterer Route fehlt noch die Weiterführung ("Zielnetz") nach Haslach im Kinzigtal.

Die Routen verlaufen jedoch nicht durch den Ort, sondern im Westen bzw. im Osten daran vorbei.
Der Radschnellweg RS 6 von Freiburg nach Emmendingen und Waldkirch soll über Denzlingen führen. Der nördliche Ast nach Emmendingen führt dabei westlich an Denzlingen vorbei und der nordöstliche Ast ins Elztal nach Waldkirch östlich, ähnlich der heutigen Routen aus dem Radnetz Baden-Württemberg.
Seit März 2024 befinden sich in Denzlingen zwei Stationen des Fahrradverleihsystems Frelo, eine davon am Bahnhof Denzlingen und eine weitere im Osten der Stadt.

#### Fernstraßen
Denzlingen liegt an den Bundesstraßen 294 (Bretten–Freiburg im Breisgau) und 3 (Buxtehude–Weil am Rhein). Die Bundesautobahn 5 führt wenige Kilometer am Ort vorbei. Nächste Anschlussstellen sind Freiburg-Nord (Ausfahrt 61) und Teningen (Ausfahrt 60).

#### Luftverkehr
Die nächstgelegenen Flughäfen sind der Flugplatz Freiburg (10 km), der Flughafen Lahr (46 km), und die internationalen Flughäfen EuroAirport Basel-Mulhouse-Freiburg (75 km), Straßburg (75 km), Karlsruhe/Baden-Baden (100 km), Zürich-Kloten (115 km) und Stuttgart (155 km).

### Medien
In Denzlingen wird die Badische Zeitung als regionale Tageszeitung angeboten, deren Verbreitungsgebiet sich von Offenburg im Norden bis zum Hochrhein im Süden und in den Hochschwarzwald hinein erstreckt. Sie erscheint Montag bis Samstag außer an Feiertagen. Am Sonntag kommt aus dem gleichen Verlagshaus das Anzeigenblatt Der Sonntag im nördlichen Breisgau. Die 1966 gegründete Wochenzeitung Von Haus zu Haus erscheint wöchentlich am Donnerstag und wird kostenlos an alle Haushalte verteilt. Sie ist Amtsblatt für die Gemeinde Denzlingen und enthält amtliche Bekanntmachungen und Informationen der Gemeinde.

### Bildung

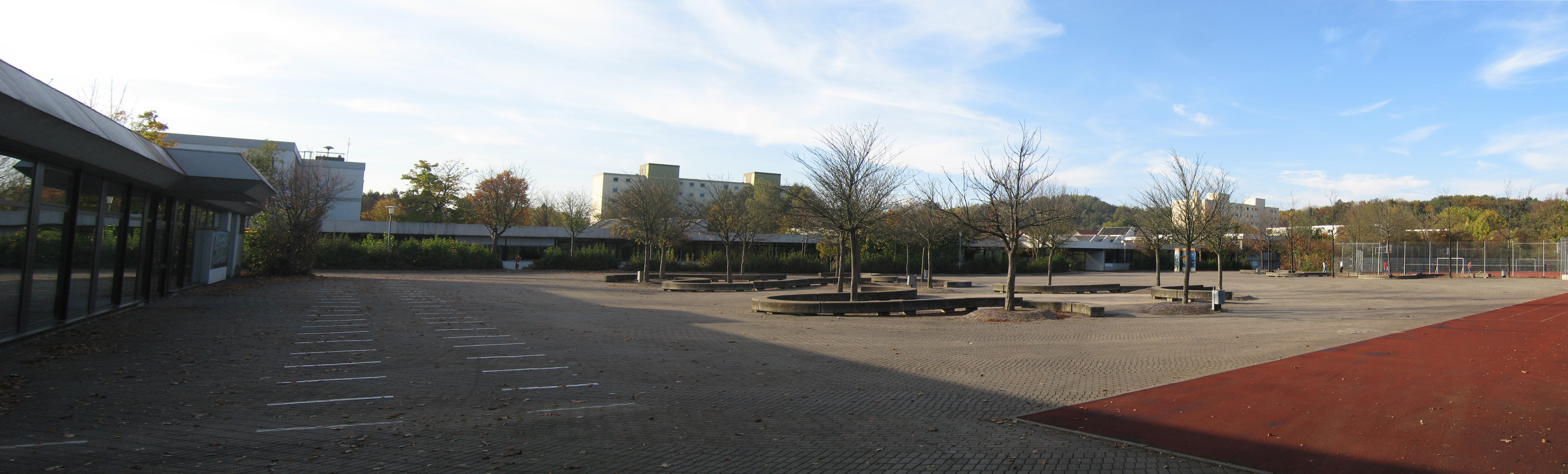
Bildungszentrum Denzlingen im Oktober 2008

Von den sieben Kindergärten in der Gemeinde werden je drei von der evangelischen und der katholischen Kirchengemeinde getragen, ein Wald- und Naturkindergarten befindet sich in privater Trägerschaft.
In Denzlingen sind alle Schularten vor Ort vertreten.
- Die Grundschule Denzlingen befindet sich am Grünen Weg und hat eine Außenstelle in der Hauptstraße.
- Die Otto-Raupp-Schule ist eine Förderschule für Kinder mit Lernschwierigkeiten.

Im Bildungszentrum Denzlingen befinden sich
- die Alemannenschule, eine Werkrealschule
- die Realschule am Mauracher Berg
- das Erasmus-Gymnasium

Zum Schuljahr 2019/20 wurden die Realschule am Mauracher Berg und die Alemannen-Werkrealschule zur „Verbundschule am Bildungszentrum Denzlingen“ zusammengefasst, die seit dem Jahr 2020 den Namen „Ruth-Cohn-Schule“ trägt.
| Schulform              | absolute Schülerzahl | prozentualer Anteil |
| ---------------------- | -------------------- | ------------------- |
| Grundschule            | 508                  | 27,90 %             |
| Werkrealschule         | 183                  | 10,05 %             |
| Realschule             | 560                  | 30,75 %             |
| Gymnasium              | 540                  | 29,65 %             |
| Grundschulförderklasse | 030                  | 01,65 %             |
| Gesamt                 | 1821                 | 100 %               |

Zwei Horte im Anbau am Schulhaus Grüner Weg und im Schulhaus Hauptstraße, beide in Trägerschaft der AWO, bieten Hausaufgabenbetreuung und Betreuung der Schüler am Nachmittag an. Seit 2004 versorgt auch eine Schülermensa in der Aula des Bildungszentrums Schüler und Lehrer während der Mittagspausen. Ein Schulsozialarbeiter ist seit Januar 2008 für die sozialen Belange der Schüler und Lehrer verantwortlich.

### Bürgerenergiegenossenschaft Denzlingen
Bereits im Zuge der Bürgermeisterwahl 2009 äußerten einige Bewerber die Idee, eine Bürgerenergiegenossenschaft gründen zu wollen. Als die Gemeinde ab 2010 ein neues Rettungszentrum nahe der Denzlinger Bahn errichten ließ, mehrten sich die Stimmen, auf dem Dach des neu entstehenden Gebäudes eine Photovoltaikanlage zu installieren und die Idee aus dem Wahlkampf wieder aufzugreifen. Da vom Staat bis zum 30. Juni 2011 eine Bezuschussung solcher Anlagen garantiert wurde, gründeten Denzlinger Bürger eine Bürgerenergiegenossenschaft, um die Finanzierung zu realisieren. Es konnten Genossenschaftsanteile im Wert von 100 Euro gezeichnet werden, wobei mindestens drei Anteile gezeichnet werden mussten. Bereits unmittelbar nach dem ersten Informationsabend war bis zum 12. Mai eine Summe von über 175.000 Euro gezeichnet worden. Zum 3. Juni hatte sich diese Summe auf über 600.000 Euro erhöht, so dass mit dem Bau der Anlage begonnen werden konnte. Da mehr Anteile als benötigt gezeichnet wurden, sollen aus der überschüssigen Geldsumme weitere Projekte am Ort wie Photovoltaik- bzw. Windkraftanlagen verwirklicht werden.

## Kultur und Sehenswürdigkeiten

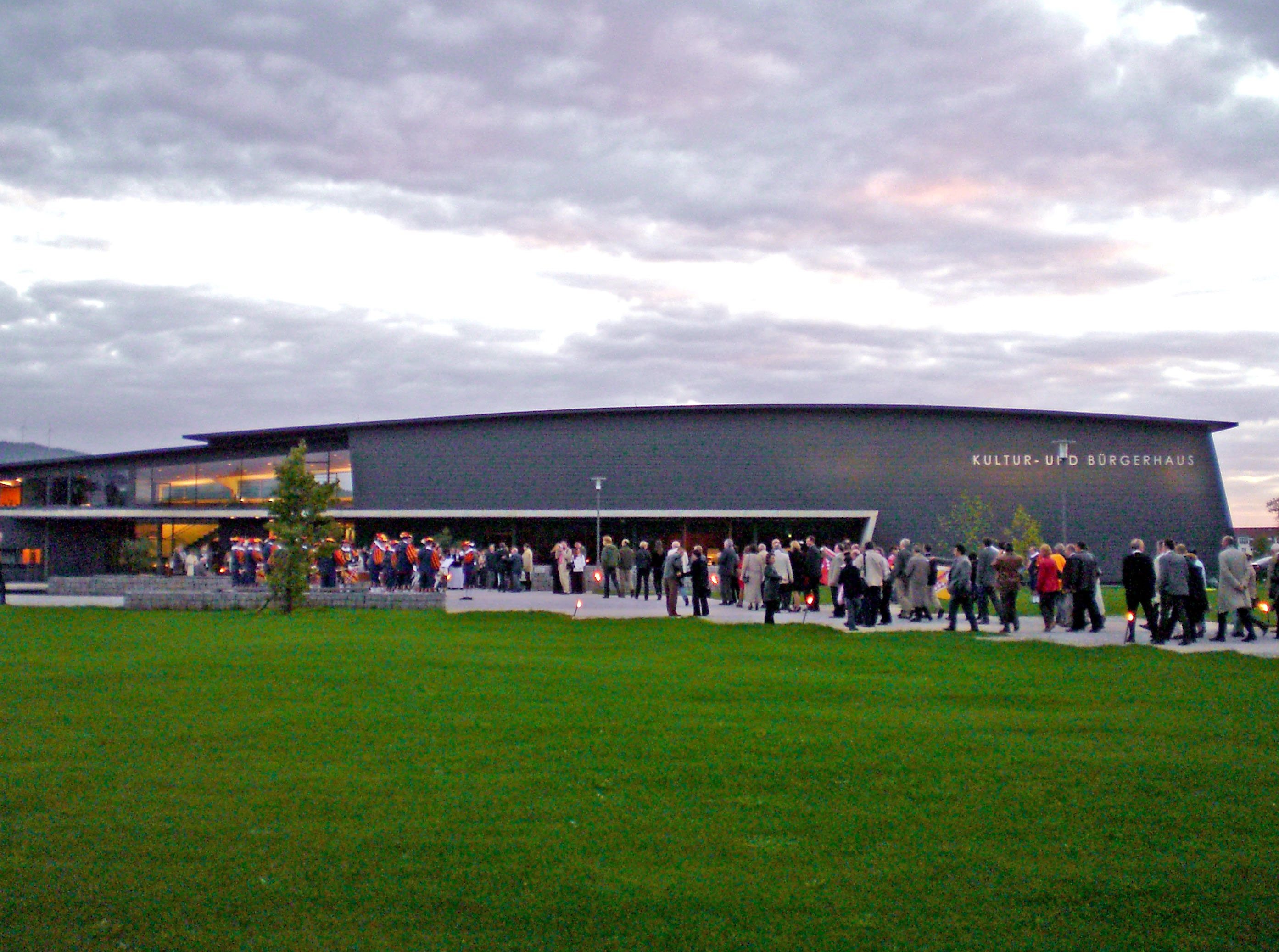
Kultur & Bürgerhaus (Ansicht von Norden)

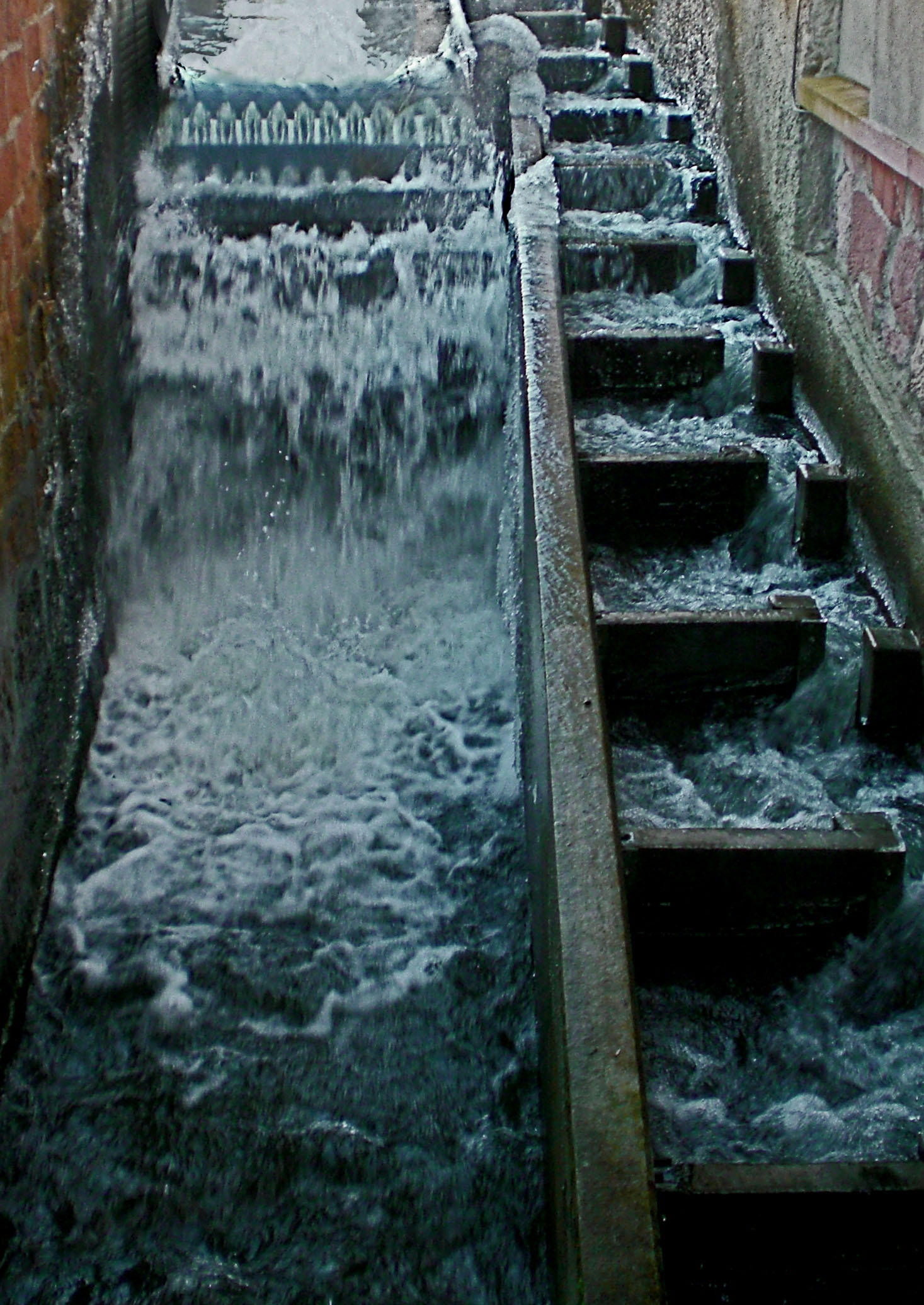
Glotterrad an der Rocca mit Fischtreppe

Das kulturelle Leben der Gemeinde bekam 2003 und 2004 zwei neue Zentren: das Kultur- & Bürgerhaus und das Rocca-Areal.
Das Kultur- & Bürgerhaus ist aus einem europaweiten Wettbewerb hervorgegangen und wurde als innovatives Projekt mit Vorbildcharakter von der Deutschen Bundesstiftung Umwelt (DBU) gefördert. Es wurde 2003 von der Frankfurter Allgemeinen Zeitung als ein „Meisterwerk zeitgenössischer Architektur“ bezeichnet. Das Gebäude ist langgestreckt, das Dach leicht gebogen und die Fassade horizontal gegliedert. Es ist von einem künstlichen See umgeben und beherbergt im südwestlichen Teil ein Restaurant. In dem großen Saal mit Bühne und Empore, dem kleinen Saal und dem Foyer mit Galerie finden Veranstaltungen im Rahmen des Kulturprogramms der einheimischen Vereine und auswärtiger Veranstalter statt. Alle zwei Jahre, zuletzt im Oktober 2017, veranstaltet der Arbeitskreis der kulturellen Vereine in Denzlingen e. V. im Kultur- und Bürgerhaus eine Kulturwoche, in deren Rahmen auch der Denzlinger Kulturpreis verliehen wird. Der vom Denzlinger Kulturkreis seit 23 Jahren veranstaltete Konzertzyklus bietet jährlich fünf Kammerkonzerte. Im September 2010 fand auf dem Gelände des Kultur- & Bürgerhauses erstmals das internationale, sogenannte Between the Beats Jazz-Festival statt.

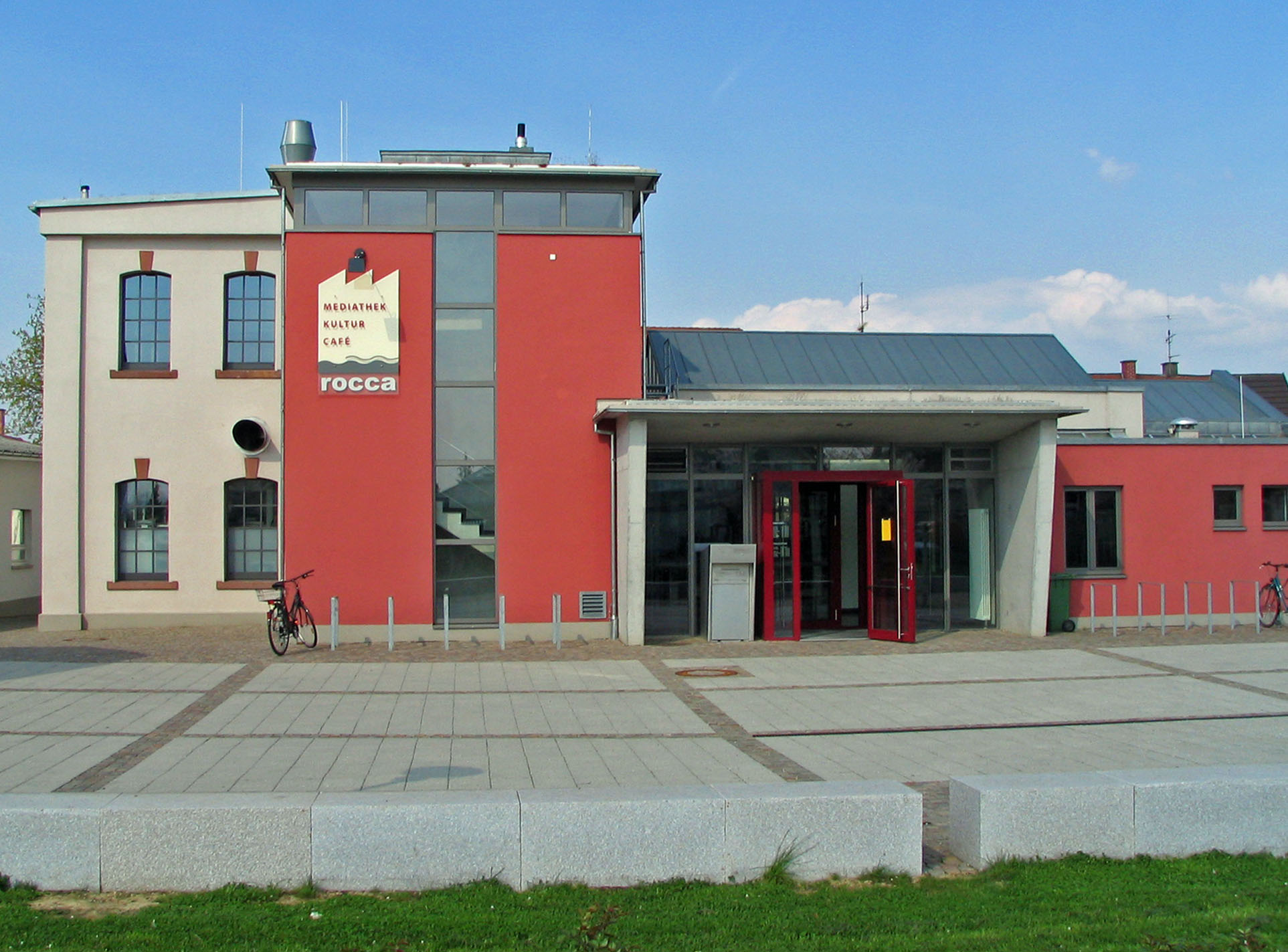
Denzlinger Rocca von Süden (Mediathek Kultur Café)

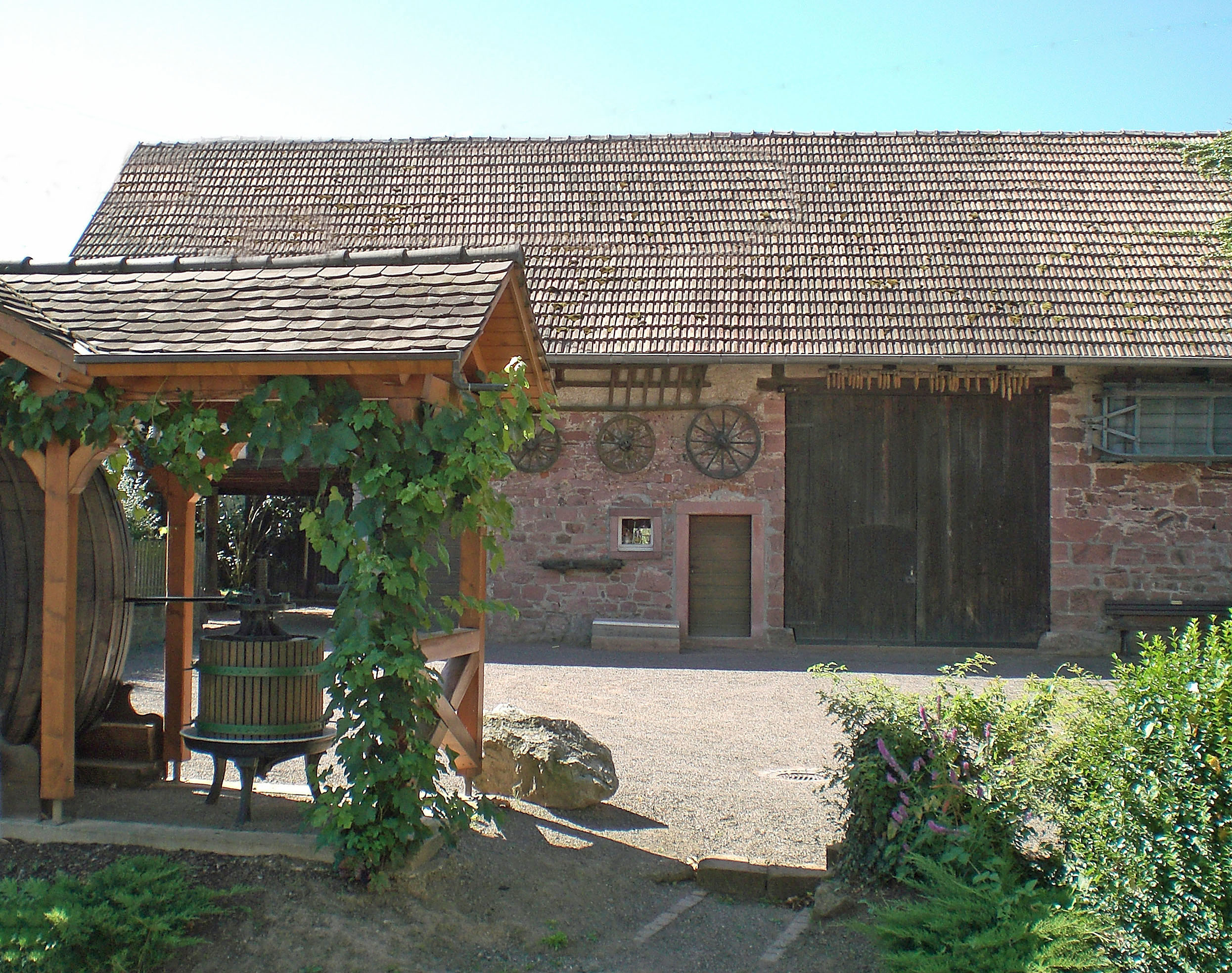
Denzlinger Heimathues

Das Rocca-Areal im Ortszentrum aus dem Jahr 1894 war zunächst eine Wollweberei, von 1911 bis 1960 eine Zigarrenfabrik und dann bis 1999 die Produktionsstätte der Rocca KG für bauchemische Produkte. 1996 kaufte die Gemeinde Denzlingen das Areal, um es im Zuge einer Ortskernsanierung für kulturelle Angebote zu nutzen. Im selben Jahr wurde der Verein roccafé gegründet, der zur Planung und Entstehung des Zentrums beigetragen hat. 2002 bis 2004 wurden die Fabrikgebäude saniert, ein Treppenhausturm neu gebaut und das umliegende Areal neu gestaltet. An der Stelle, wo der erste elektrische Strom in Denzlingen erzeugt wurde, wird jetzt wieder mit dem „Glotterrad“ erneuerbare Energie gewonnen und für das Rocca-Areal genutzt. Im ehemaligen Betriebsleiterhaus, dem sogenannten Inselhaus, befinden sich heute ein Weltladen und der Denzlinger Malkreis. Seit 2004 beherbergt das Rocca-Areal die Denzlinger Mediathek, das sogenannte „Kulturcafé“ und einen Veranstaltungssaal mit kleiner Bühne, in dem vom roccafé-Verein und anderen Vereinen ein Kleinkunstprogramm mit Musik, Theater, Kino, Vorträgen usw. angeboten wird. In der Mediathek stehen rund 17.000 Medien (Bücher, Zeitschriften, Hörbücher, Musik auf CD und Cassette, Lernsoftware Spiele usw.) zur Ausleihe bereit. Die Mediathek hat sich besonders die Leseförderung und die Förderung der Medienkompetenz von Kindern und Jugendlichen zur Aufgabe gemacht. Ein Förderverein unterstützt die Arbeit mit Autorenlesungen, Bücherflohmärkten und anderen Veranstaltungen.
In der Galerie im Alten Rathaus finden regelmäßig Kunstausstellungen des Denzlinger Kulturkreises statt. Auch im neuen Rathaus, im roccafé und in der Mediathek sind immer wieder Werke heimischer Künstler zu sehen.
Im Alt-Denzlinger Heimethues („Heimathaus“), einer bäuerlichen Hofanlage mit Wohnhaus, Scheune, Stall und Keller, hat der Heimat- und Geschichtsverein ein Museum eingerichtet, das die Lebens- und Arbeitsverhältnisse vergangener Zeiten zeigt.

### Freizeiteinrichtungen

#### Sport- und Familienbad Denzlingen

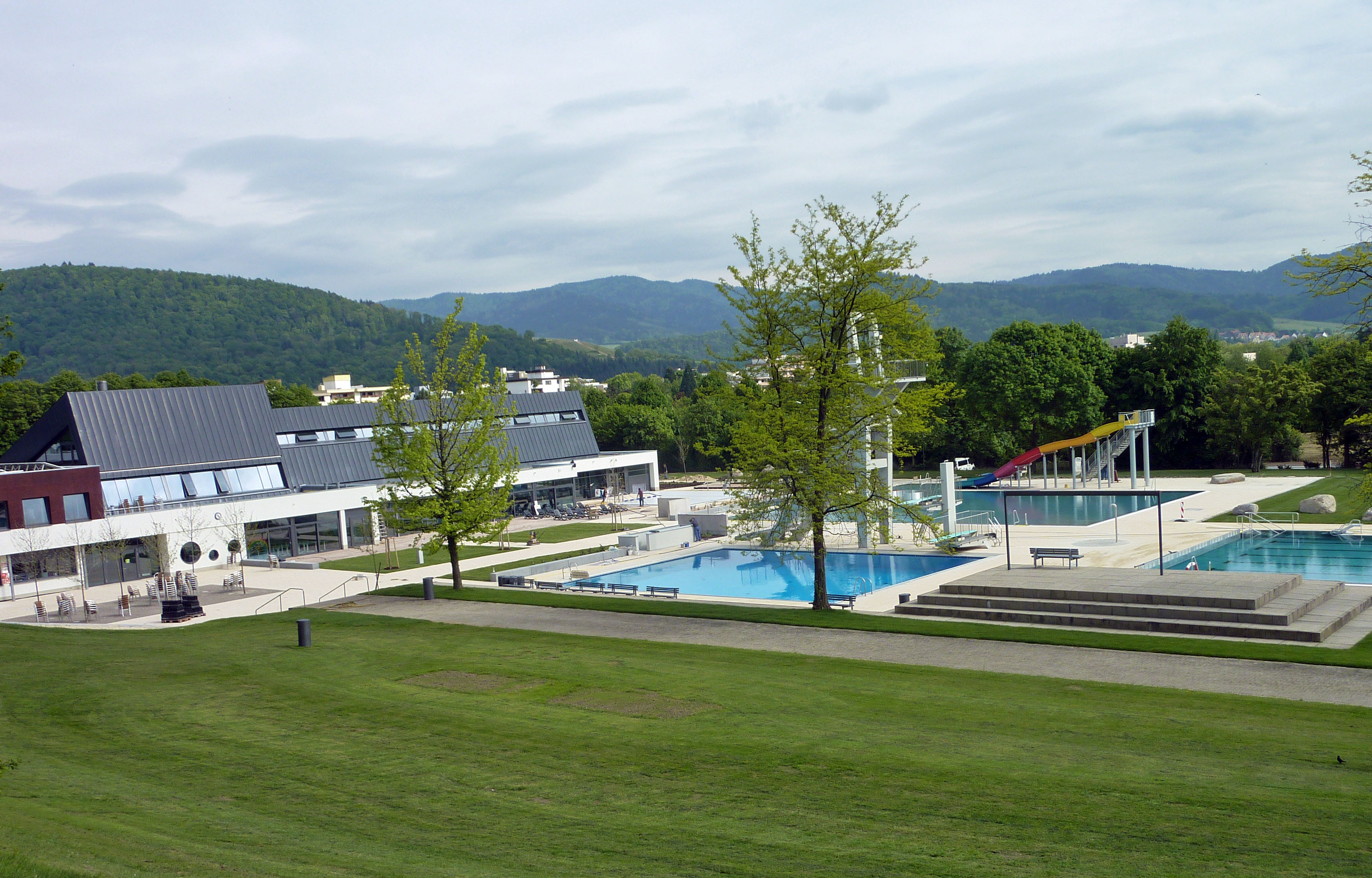
Sport- und Familienbad

Das Sportbad Denzlingen wurde 1973/74 erbaut und nach 33 Jahren Dauerbetrieb von Oktober 2008 bis Mai 2010 grundlegend saniert und als Sport- und Familienbad neugestaltet. Am 21. Mai 2010 wurde das Bad unter dem Namen „MACH' BLAU“ neu eröffnet. Das Bad liegt am Mauracher Berg. Das neue Bad umfasst vier Außenbecken, ein Sport- und Schwimmbecken, ein Sprungbecken mit 10-Meter-Sprungturm, ein Nichtschwimmerbecken mit Rutsche und ein Kinderbecken, drei Innenbecken, ein Schwimmbecken, ein Nichtschwimmerbecken, sowie ein Kinderbecken, und ein kombiniertes Ganzjahresbecken, mit einem Innen- und einem Außenbereich. Im Freibad wurden neue Liegeflächen, sanitäre Anlagen und ein vergrößerter Kleinkinderbereich geschaffen. Im Zuge der Umbaumaßnahmen wurde auch der Saunabereich erweitert. Die Kosten des Umbaus beliefen sich auf 10 Millionen Euro.

#### Angebote für Kinder und Jugendliche
Der Jugendtreff Denzlingen wurde als Kontaktstelle für Kinder und Jugendliche geschaffen. Er befindet sich in der Hindenburgstraße und wird von der Jugendpflege Denzlingen unterhalten. Mehrere pädagogische Fachkräfte sind hauptamtlich angestellt und führen Gruppenangebote, Freizeiten, Hüttenwochenenden und erlebnispädagogische Aktionen durch. In den Sommerferien bietet die Jugendpflege eine zweiwöchige Ferienbetreuung für Kinder und Jugendliche an.
Das selbstverwaltete Jugendzentrum (Aktion Jugendzentrum Denzlingen e. V.) befindet sich unter der Turnhalle in der Mühlengasse. Es hat regelmäßig während der Woche geöffnet, es werden auch Konzerte und Aktionen für Jugendliche veranstaltet. Die einwöchige „Cooltour“ mit Konzerten, Filmabenden und Diskussionsrunden findet jährlich im Herbst statt.
Seit November 2010 gibt es an der Ecke Elz-/Glottertalstraße einen überdachten Treffpunkt für Jugendliche, der in ehrenamtlicher Arbeit von Mitarbeitern des Denzlinger Bauhofes und engagierten Jugendlichen errichtet wurde.

### Musik
Mit über 300 Mitgliedern zählen die Concordia-Chöre zu den größten Vereinen Denzlingens. Ältester Chor des Vereins ist der Männerchor, der 1845 gegründet wurde. 1977 folgte die Gründung eines gemischten Chores und 1998 des Denzlinger Pop- und Jazzchors. Der Musikverein Denzlingen wurde 1864 gegründet und besteht aus einem Hauptorchester mit 55 aktiven Vereinsmitgliedern. Der Denzlinger Kulturkreis veranstaltet jährlich im Kultur- und Bürgerhaus einen Kammermusikzyklus mit fünf Konzerten (2014/15 den 23. Zyklus).

### Bauwerke

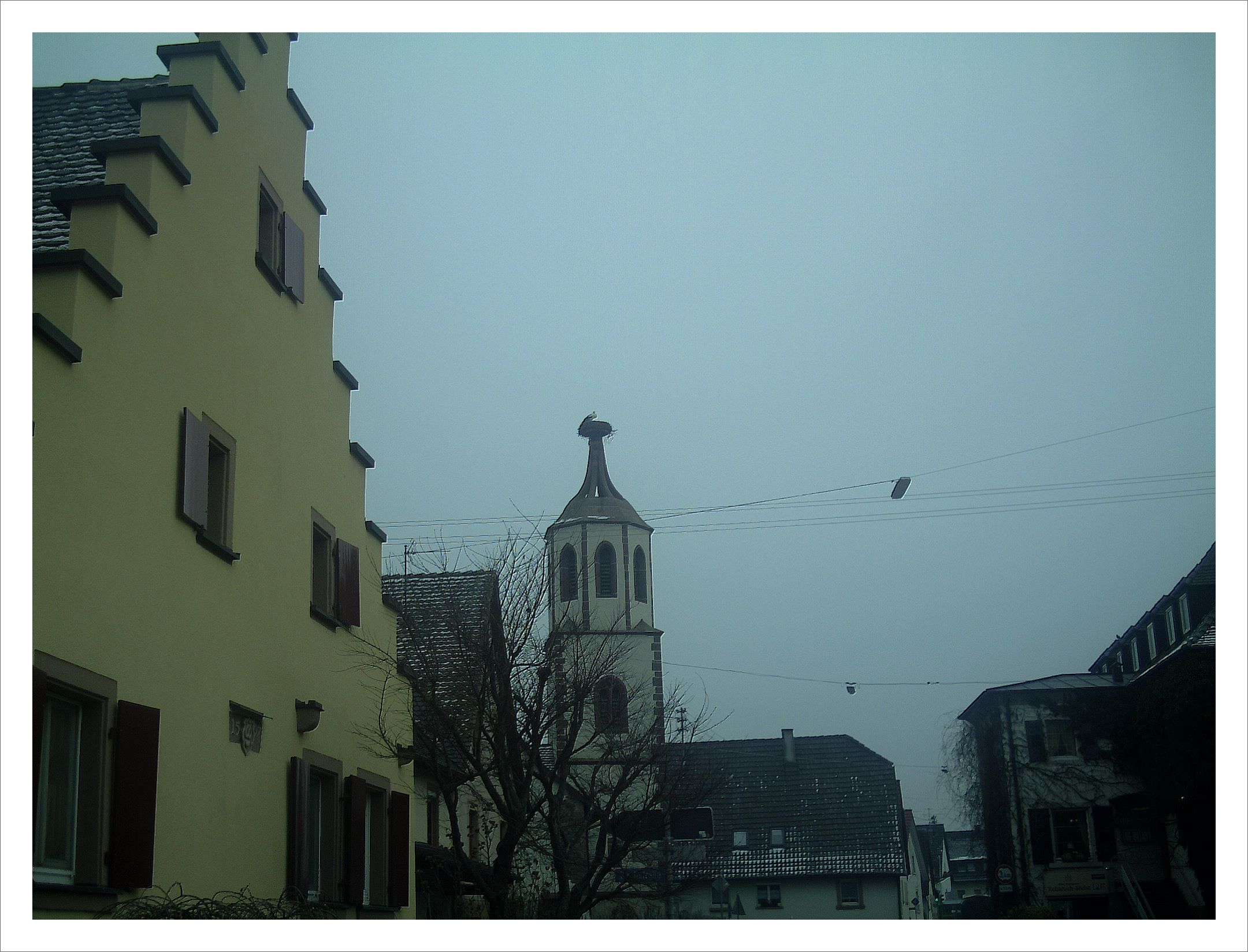
Stapfelehus mit Scheitelstein zwischen den unteren Fenstern

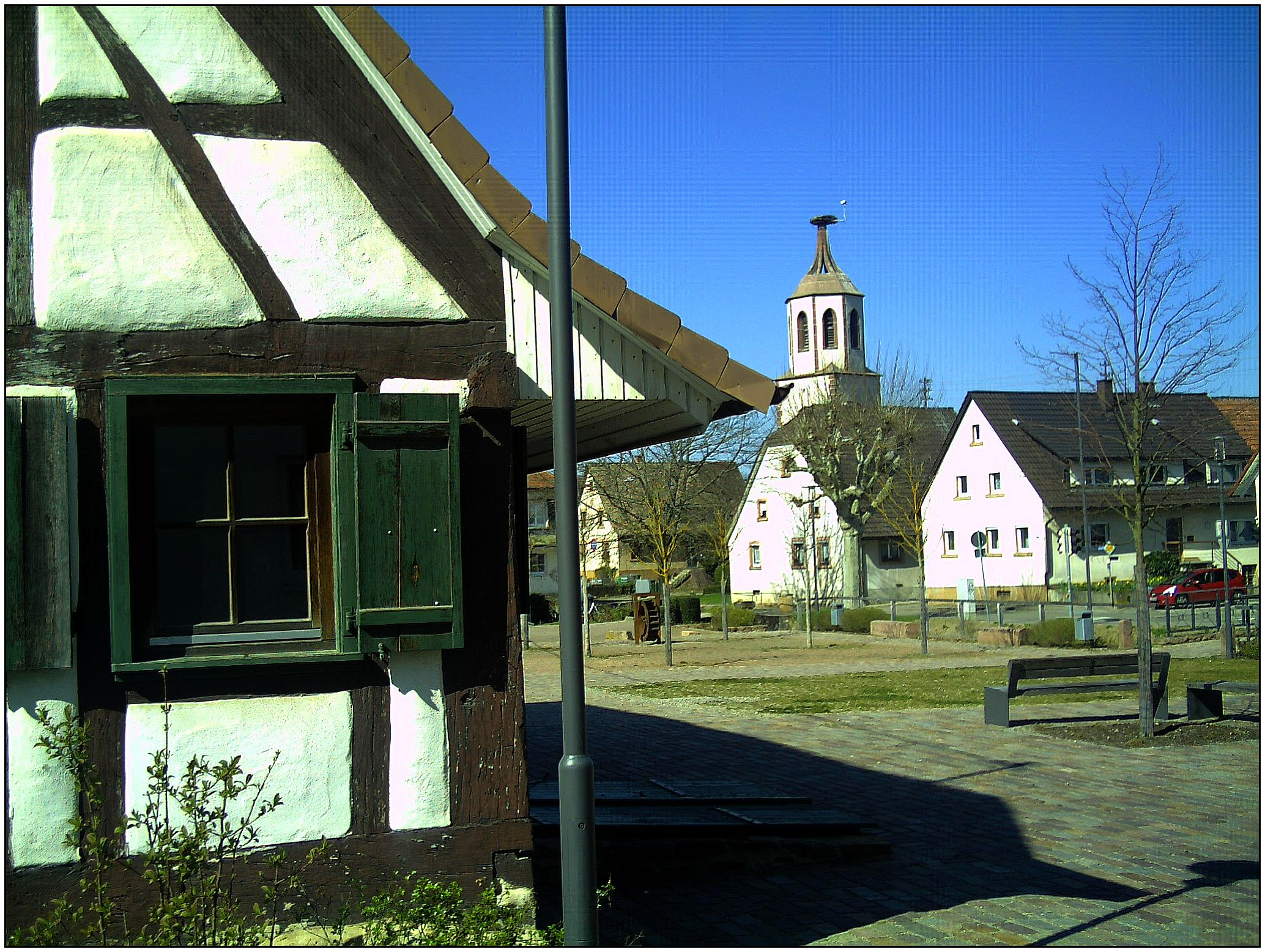
Gaus-Haus (linke Bildhälfte)

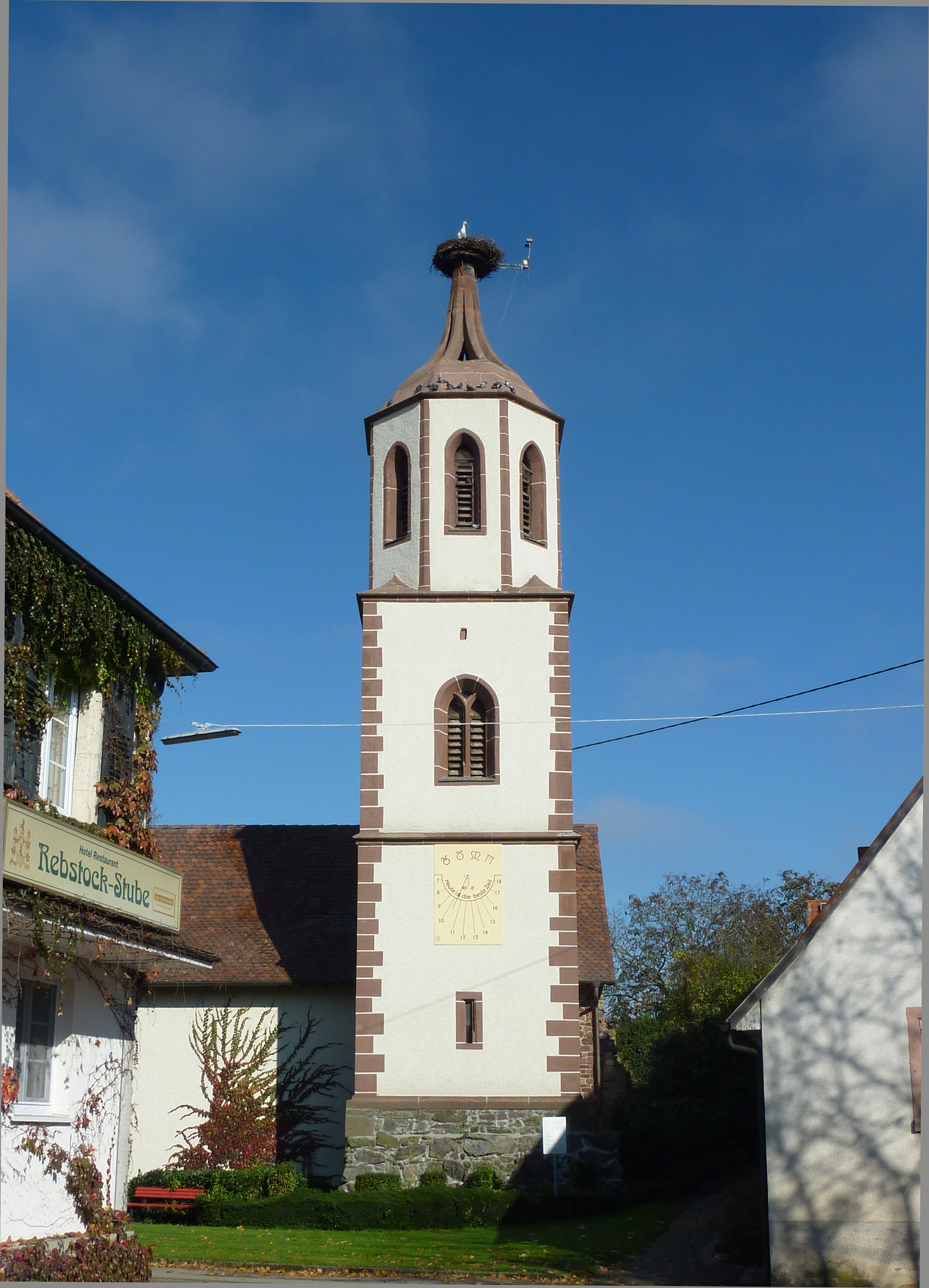
Michaelskirche (Storchenturm)

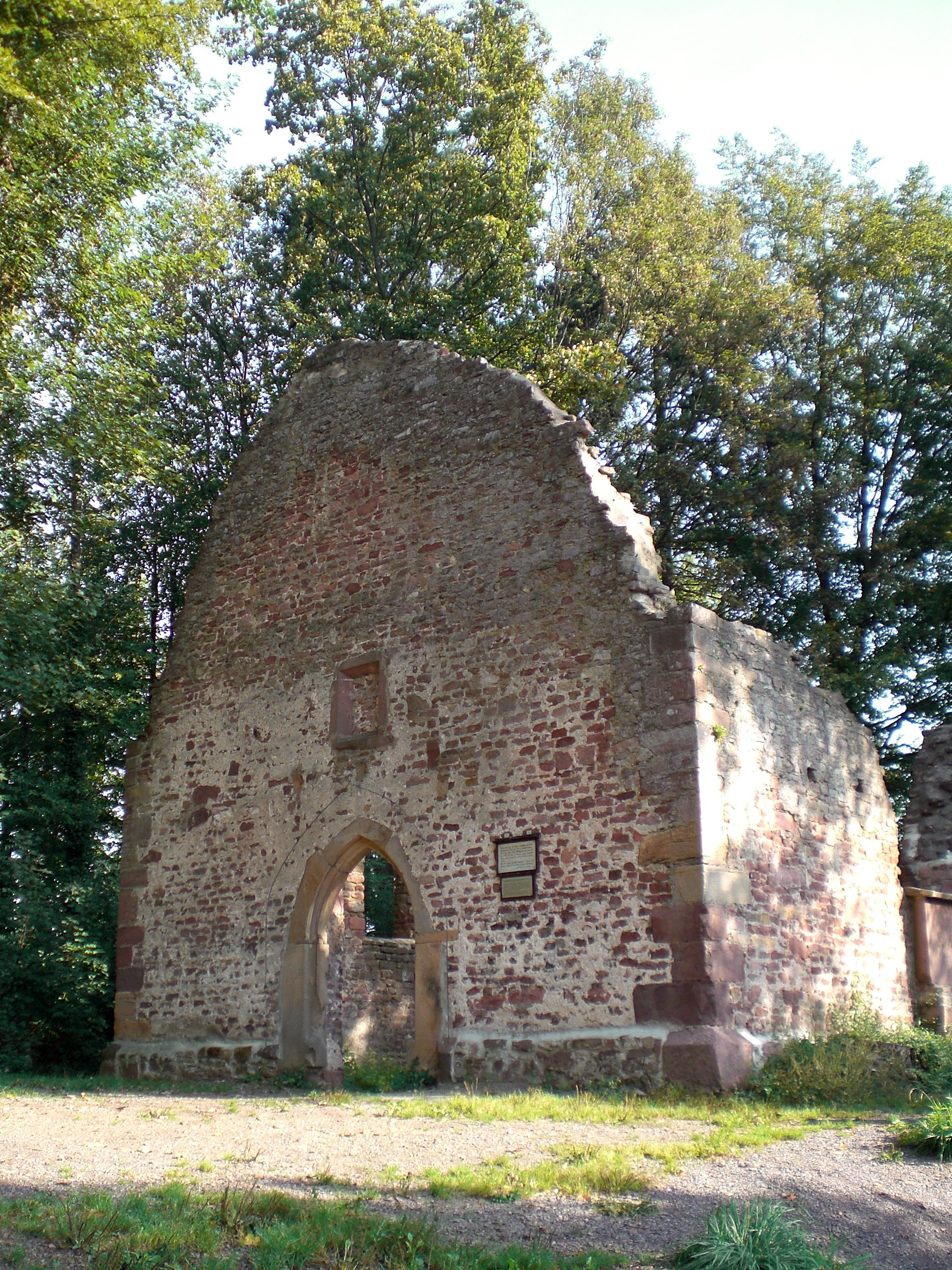
St. Severin

Das Stapfelehus gilt als Denzlingens ältestes Haus und als einziges, das den Dreißigjährigen Krieg überstanden hat. An einem Bogenscheitelstein befindet sich die Jahreszahl 1597 und das Zeichen der Bäckerzunft.
Das Gaus-Haus, ein Fachwerkhaus, wurde 1728 erbaut und war einst Teil eines großen Hofguts mit dem Namen Adelhof.
In der 1275 erstmals erwähnten ehemaligen romanischen Michaelskirche im Zentrum des Unterdorfes werden Fresken und Malereien des 1986 verstorbenen Denzlinger Malers Theodor Zeller ausgestellt. Ab 1457 wurde die Kirche als Kapelle erwähnt, 1608 als Fruchtspeicher genutzt und 1713 von französischen Truppen als Magazin benutzt. Im Dreißigjährigen Krieg wurde die Kirche zerstört. Teile der zerstörten Kirche wurden an Bürger versteigert oder als Material für den Bau der Georgskirche verwendet. Erst 1757 befahl der Markgraf die Wiederherstellung. Das Langhaus wurde allerdings nicht wie geplant wiederaufgebaut, sondern abgerissen, Turm und Gemäuer blieben erhalten. 1813 erwarb die Gemeinde den Turm und benutzte ihn als Abstellraum für die Feuerwehr. 1908 wurde der Turm zum ersten Mal als „Storchenturm“ bezeichnet. Auf ihm befindet sich heute ein für Störche vorgesehenes Nest. 1978 malte Theodor Zeller die ehemalige Sakristei des Storchenturms aus. Seit 1983 siedeln wieder Störche auf dem Turm, die seit 1995 mittels einer Videokamera auf einem Monitor am Altdenzlinger Heimethues beobachtet werden können. 2002 brachte der Heimatverein eine Sonnenuhr an der Südseite an.
Am Mauracher Berg befindet sich die Kirchenruine St. Severin mit der Jahreszahl 1497. Historische Zeugnisse erwähnen „eclesia in Muron oder in Gloter“, Kirche in Maurach und eine Pfarrei Glotter. Das Patrozinium wurde erstmals im Jahre 1488 mit „S. Severini im Murach“ erwähnt. Eine Buntsandsteinplatte mit einer Darstellung des heiligen Severin wurde vor einigen Jahren innerhalb der Kirchenruine gefunden. Sie befindet sich in der katholischen St.-Jakobus-Kirche.

#### Evangelische Kirchen

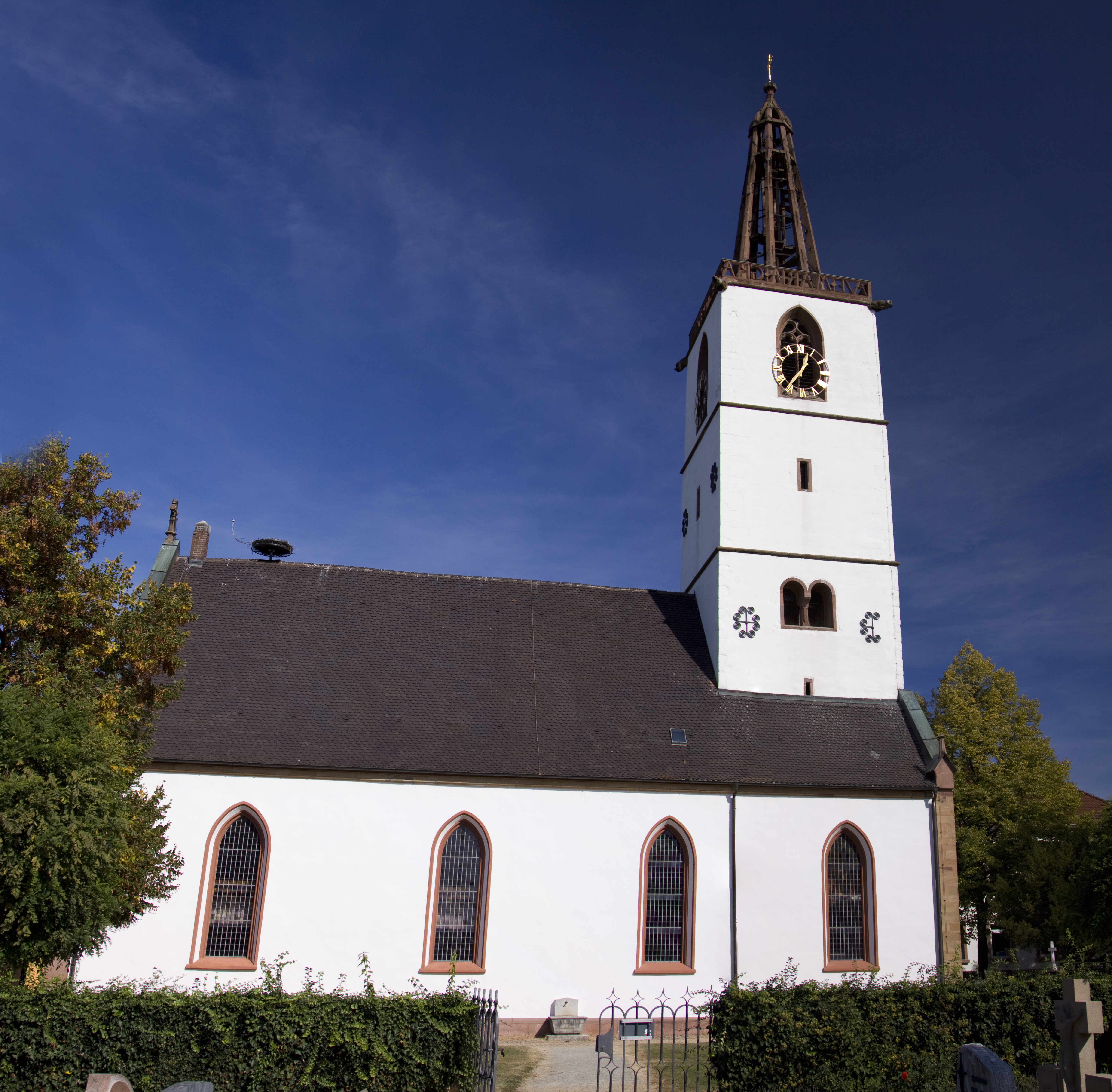
Georgskirche Denzlingen

Die ältesten erhaltenen Teile der 1302 erstmals erwähnten und seit 1556 evangelischen Georgskirche stammen aus dem 14. Jahrhundert. Das untere Turmgeschoss hat gotische Fenster aus dem 14. Jahrhundert und ist mit Wandgemälden aus dem 15. Jahrhundert geschmückt, die 1961 wieder freigelegt wurden. Der Turm wurde in seinem heutigen Ausmaß und Erscheinungsbild 1547 errichtet. Statt eines geschlossenen Daches schmückt ihn ein offener Turmhelm mit einer von außen sichtbaren Spiraltreppe. Die Streben der Brüstung bilden, von innen gesehen, den Anfang des Ave Maria (AVE MARIA GRACIA PLENA DOMINUS TECUM), die Jahreszahl der Erbauung in römischen Ziffern (MDXLVII) sowie zweimal das Wappen Hachbergs. Auftraggeber des Turmaufbaus war Markgraf Ernst I. von Baden (1515–1553). Die Spiraltreppe gilt als die älteste der Welt auf einem Kirchturm und ist von großer kunsthistorischer Bedeutung. Es handelt sich um eine Treppenform, die erst kurz vorher durch Francesco di Giorgio Martini (1439–1501) und Leonardo da Vinci (1452–1519) in Europa bekannt wurde; deren handschriftliche Aufzeichnungen waren zum Zeitpunkt des Treppenbaus jedoch noch nicht veröffentlicht. Albrecht Dürer (1471–1528) hatte sich in der Underweysung der Messung… mit Spiralkonstruktionen befasst, die 1525, etwa zehn Jahre vor dem Bau des Denzlinger Turmhelms, publiziert wurden. Es liegt der Schluss nahe, dass der Baumeister Dürers Werk kannte. 1635 und 1691 wurde der Kirchturm bei Bränden stark beschädigt. 1756 wurde der Kirchenraum auf die heutige Größe erweitert, 1861 fanden umfangreiche Sandsteinarbeiten am Gebäude statt. Von 1959 bis 1961 wurden der Kirchturm und die Glocken saniert und der innere Kirchenraum umgebaut. 2002 wurde der Turm neu verputzt und Turm und Kirche neu angestrichen. 2006 wurde ein Storchennest auf dem Kirchendach angebracht.

#### Katholische Kirchen
1888 wurde auf den Fundamenten der Waldkircher Zehntscheuer eine dem heiligen Josef geweihte Notkirche errichtet. Sie erfüllte bis 1913 ihre Aufgabe als katholische Kirche Denzlingens, danach wurde in dem Gebäude eine katholische Klein-Kinderschule eröffnet, in der etwa 35 Kinder regelmäßig betreut wurden. Heute ist dort der St.-Josefs-Kindergarten untergebracht.

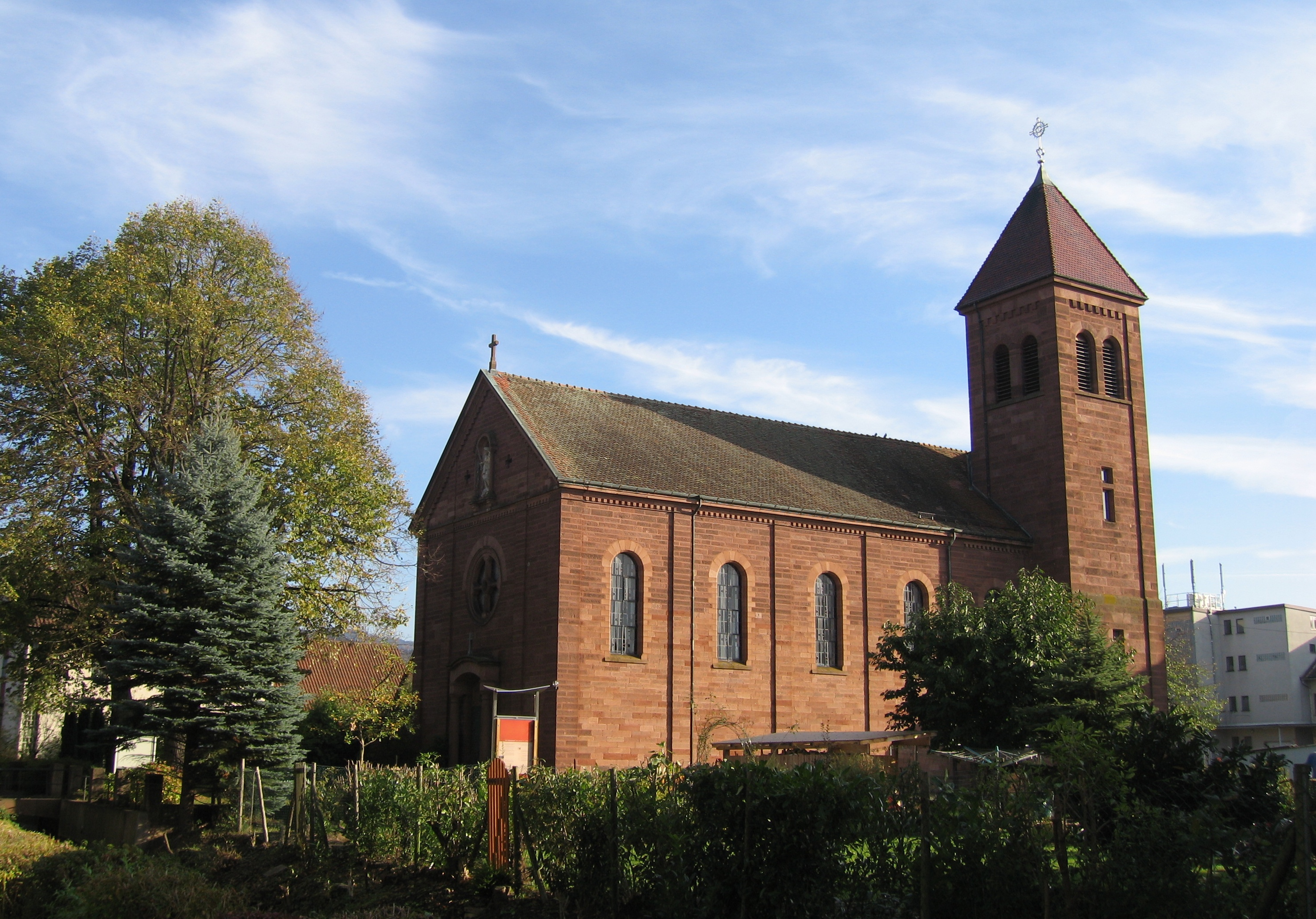
St.-Josefs-Kirche

Die heutige St.-Josefs-Kirche wurde in den Jahren 1912 und 1913 errichtet, nachdem die wachsende Einwohnerzahl einen Kirchenneubau notwendig gemacht hatte. Sie stand ursprünglich als St.-Bonifatius-Kirche seit 1863 in Emmendingen und sollte dort einem größeren Gotteshaus weichen. Sie wurde ab 1912 Stein für Stein abgetragen, mit Ochsenkarren nach Denzlingen transportiert und dort, mit Turm statt Dachreiter und mit halbrunder Chorapsis, wieder aufgebaut. Von der Firma Gebrüder Moroder stammen der Hochaltar, ein Marienaltar mit Tabernakel und ein Josefsaltar (sowie eine St. Michaelsfigur über dem Portal).  Im Jahr 1913 wurde die Kirche durch den Freiburger Weihbischof Justus Knecht geweiht. Im Turm hängen vier Glocken:
| - die Josefsglocke, 640 kg, Schlagton g′ - die Marienglocke, 365 kg, Schlagton b′ | - die Bernhardglocke 260 kg, Schlagton c″ - die Engelglocke, Schlagton d″ |

Auch das heutige Pfarrhaus wurde im Zeitraum 1912–1913 errichtet.

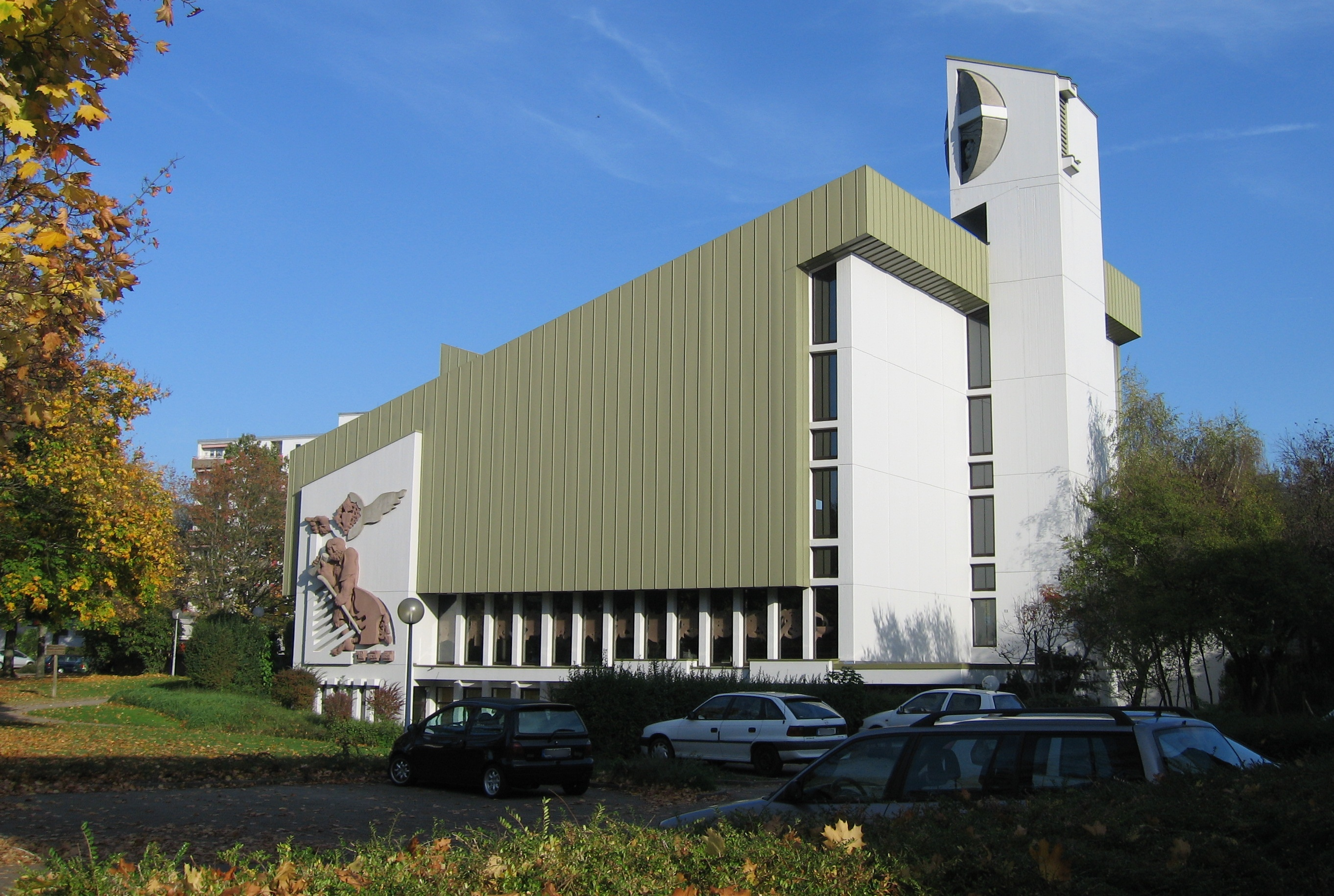
St.-Jakobus-Kirche

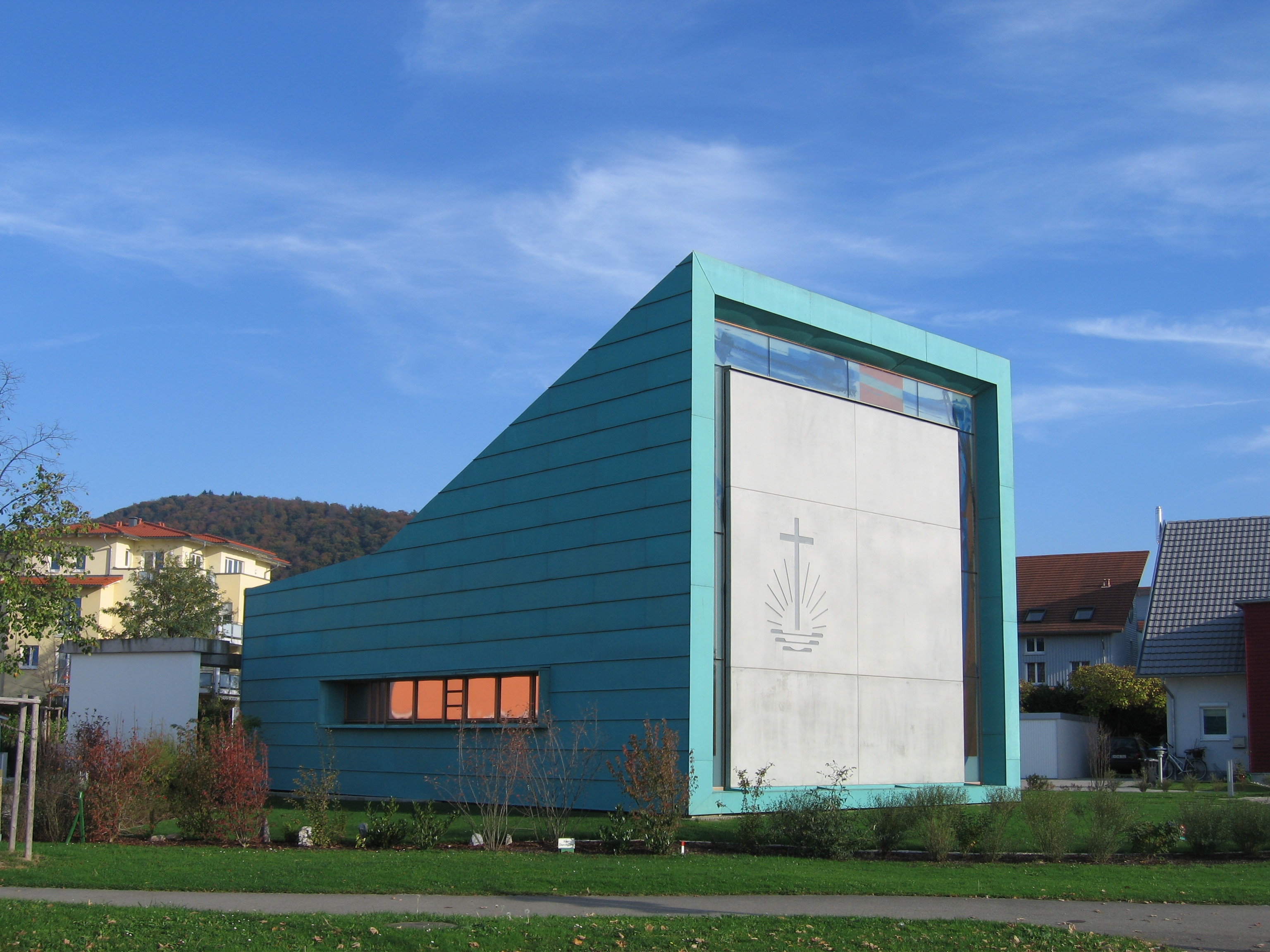
Neuapostolische Kirche

Neben den Bausteinen wurden Bänke sowie die Kanzel von der katholischen Kirche in Emmendingen übernommen. Die Orgel stammt aus Schonach. An der Decke der St.-Josefs-Kirche befindet sich ein Deckengemälde, das die Zwölf Aposteln darstellt. Zwei bemalte Kirchenfenster zeigen den Heiligen Severin und den Heiligen Bonifatius.
Das Erzbistum Freiburg erwog einen Abriss der St.-Josefs-Kirche, um Platz für einen Neubau zu gewinnen. Einige Bürger Denzlingens setzten sich aber erfolgreich für den Erhalt der Kirche ein. Es kam zur Bildung der Pflegschaft St. Josef, die sich seither um den Erhalt und die Pflege der Kirche und des umliegenden Geländes kümmert. Im Jahr 2000 wurden die Glotterbrücke vor der Kirche und der Eingangsbereich erneuert. 2008 wurden einige Bänke auf der linken Seite im Innenraum entfernt, um Platz für ein neues Taufbecken zu schaffen.
2006 wurde die Stiftung St. Josef ins Leben gerufen, die Spenden für den Erhalt der Kirche sammelt. Heute finden in der Kirche neben regelmäßigen Abend- und Samstagsgottesdiensten vor allem Trauerfeiern, Hochzeiten und Taufen statt.
Mit dem Neubau der katholischen St.-Jakobus-Kirche 1975–1976 im Bereich Stuttgarter Straße/Berliner Straße verlagerte sich das katholische Leben in der Gemeinde. Architekt war der Freiburger Heinz Baron, die Innengestaltung dauerte viele Jahre und lag in den Händen des Denzlinger Malers Theodor Zeller und des Breisacher Bildhauers Helmut Lutz, der auch eine Jakobus-Skulptur an der Außenwand der Kirche schuf.

#### Neuapostolische Kirchen
Im Jahr 2006 wurde eine neuapostolische Kirche in Denzlingen eingeweiht. Sie folgte in ihrer Funktion einer seit 1960 in der Zähringer Straße stehenden Kirche.

### Parks
Der Stadtpark Denzlingen befindet sich zwischen dem Denzlinger Bildungszentrum und einem Teil des Denzlinger Neubaugebiets. Mit dem Bau des Denzlinger Kultur- und Bürgerhauses wurde der Stadtpark in südlicher Richtung erweitert und dehnt sich seitdem bis an die Glottertalstrasse aus. Im Park stehen verschiedene Skulpturen.

### Brunnen

#### Europabrunnen

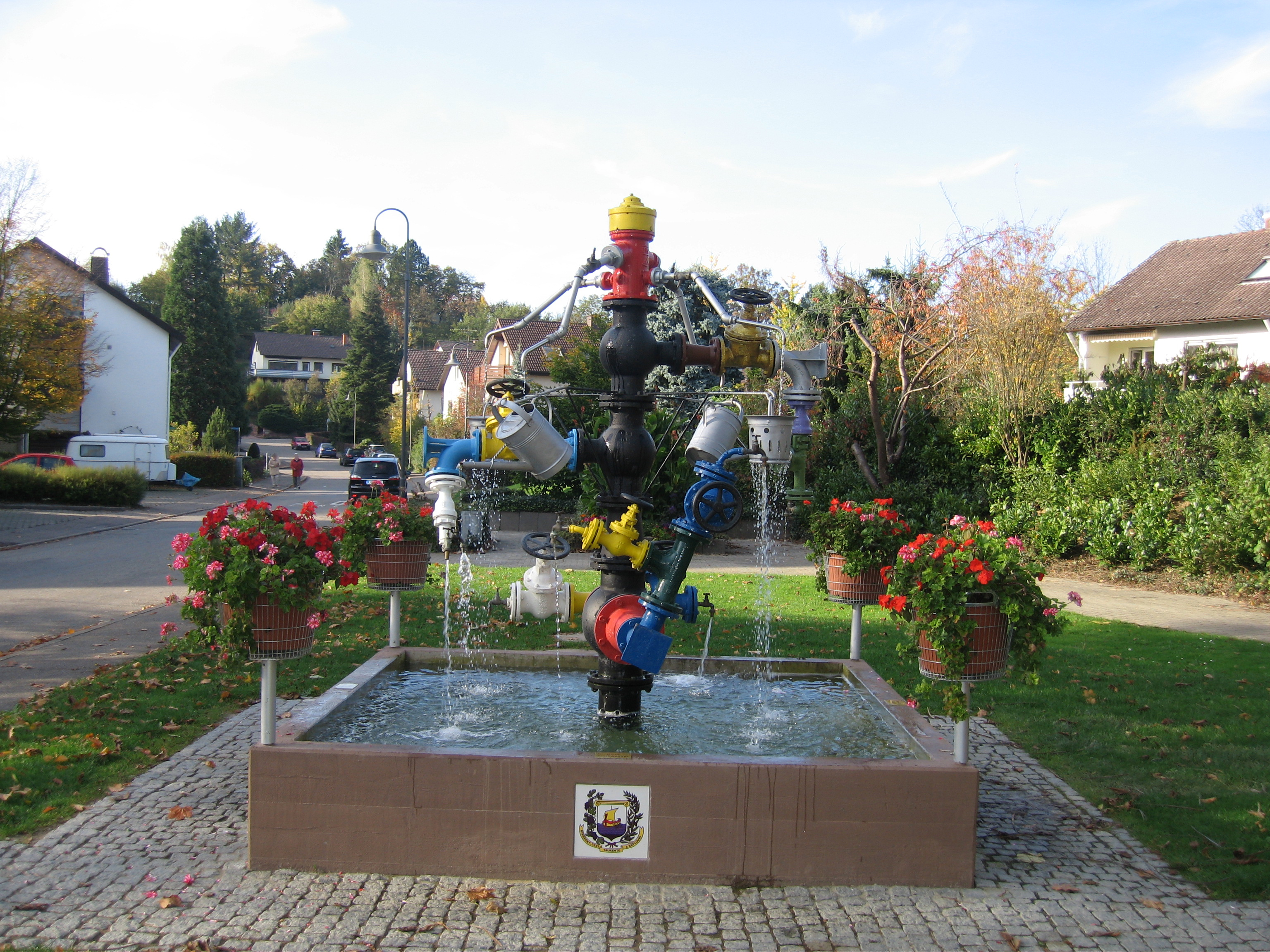
Europabrunnen nahe der St.-Jakobus-Kirche

Der Denzlinger Europabrunnen in der Nähe der St.-Jakobus-Kirche wurde 2008 eingeweiht. Er war bereits in der Walpurgisnacht 2005 provisorisch im Denzlinger Ortskern vor der Otto-Raupp-Grundschule als Maischerz aufgestellt worden. Der Brunnen fand großen Zuspruch in der Denzlinger Bevölkerung. Als Zeichen der Städtepartnerschaft mit Città della Pieve, North Hykeham und Saint-Cyr-sur-Mer taufte man ihn auf den Namen Europabrunnen.

#### Sackträgerbrunnen

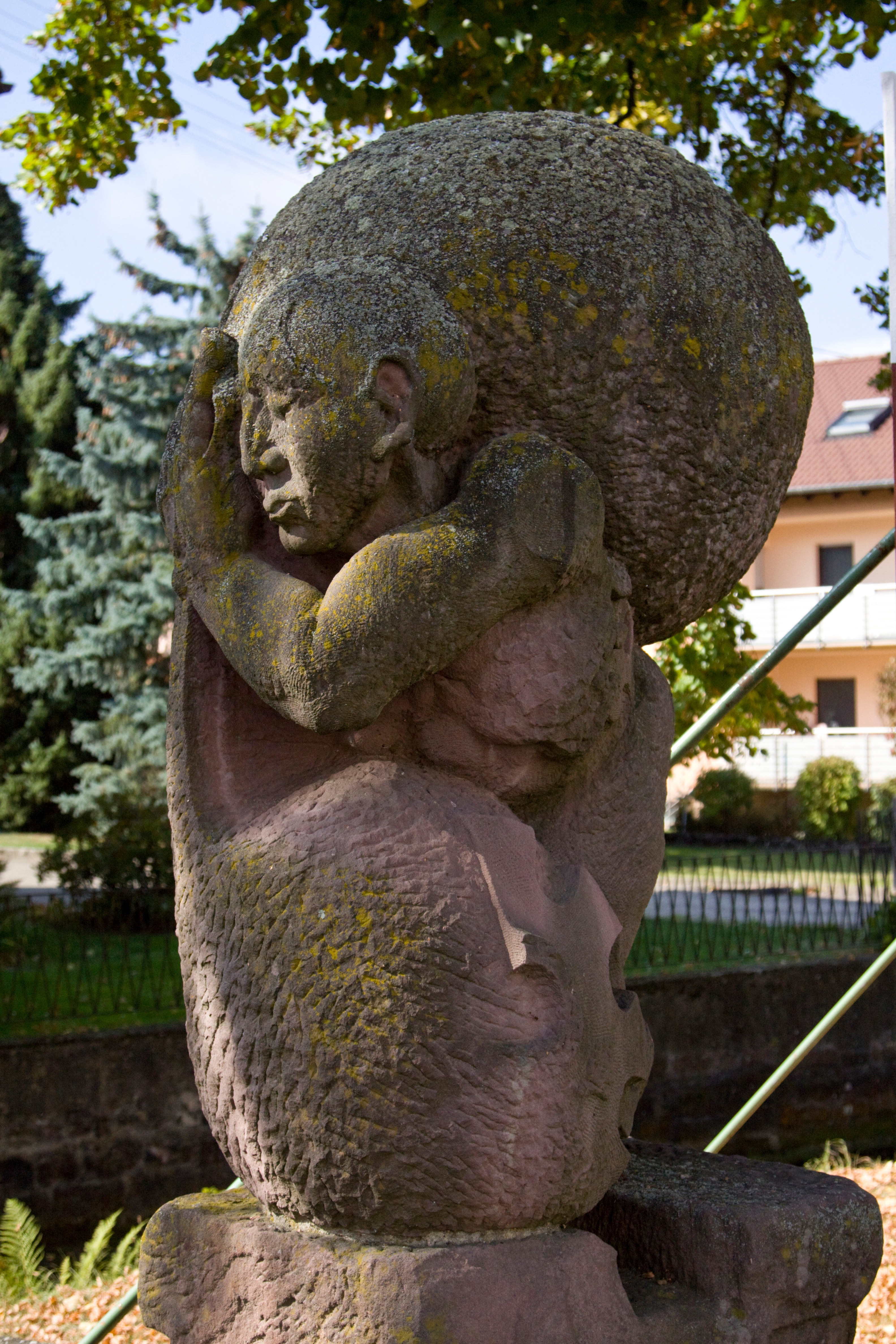
Sackträgerbrunnen

Der Sackträgerbrunnen befindet sich an der Hauptstraße kurz vor dem Ortsausgang in Richtung Glottertal. Früher stand an dieser Stelle eine Öl- und Senfmühle. Aus dem Mahltrog und dem Mahlstein der ehemaligen Mühle gestaltete 1974 der Breisacher Bildhauer Helmut Lutz die Brunnenanlage. Im Volksmund wird der Brunnen Sackträgerbrunnen genannt, in Erinnerung an die schwere Arbeit des Müllers, früher auch Öler genannt.

#### Rathausbrunnen
Mit dem Neubau des Rathauses wurde auf dem Rathausplatz ein neuer Brunnen geschaffen. Von einem Quellbecken vor dem alten Rathaus fließt Wasser aus dem Glotterbach über mehrere Treppenstufen in einen bogenförmigen Bachlauf. In der Vergangenheit wurde der Brunnen in der Walpurgisnacht als Maischerz mehrmals von Denzlinger Vereinen umgestaltet.

#### 1000-Jahr-Feier-Brunnen

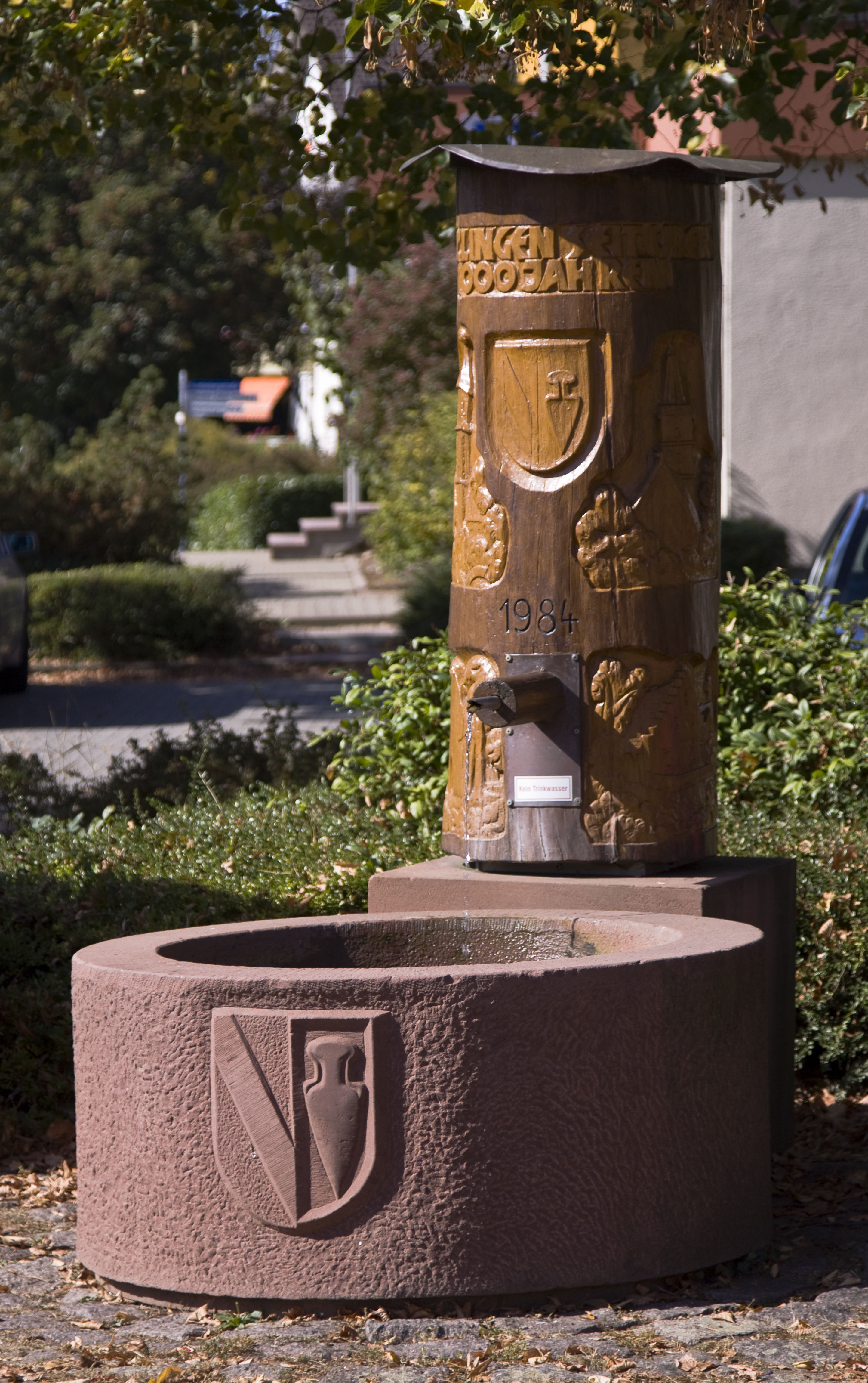
„1000-Jahr-Feier“-Brunnen

Im Jahr 1984 fand die 1000-Jahr-Feier mit einem großen Fest auf dem Schulhof des Bildungszentrums statt. Mehrere Denzlinger Vereine errichteten ein historisches Dorf in der Mitte des Schulhofes. Zur Erinnerung daran stifteten die teilnehmenden Vereine einen Brunnen auf einer Grünanlage vor dem Gelände der Raiffeisengenossenschaft.

### Sport
Erfolgreichster Denzlinger Sportler ist der Radfahrer Christian Meyer, der bei den Olympischen Sommerspielen 1992 eine Goldmedaille gewann. Der Denzlinger Mark Pinger gewann bei denselben Olympischen Spielen eine Bronzemedaille im Schwimmen. Der ehemalige Radprofi Mike Kluge, u. a. Weltmeister Cyclocross Profis 1992, wohnt ebenfalls in Denzlingen. Bis zu ihrem Wechsel vom SC Freiburg zum FC Bayern München Mitte 2008 arbeitete Fußball-Welt- und Europameisterin Melanie Behringer in einer örtlichen Druckerei.

#### Sportstätten
Denzlingen verfügt über mehrere Sporteinrichtungen, darunter vier Sporthallen. Die Schulsporthalle am Bildungszentrum in der Stuttgarter Straße ist Denzlingens größte Sporthalle mit drei Kleinfeldern und Kraftraum. Weitere Sporthallen sind die Jahnhalle westlich des Bildungszentrums (ein Kleinfeld), die Ballsporthalle nördlich des Bildungszentrums (zwei Felder) sowie eine Turnhalle mit angegliedertem Hartplatz an der Mühlengasse. Ferner befinden sich ein Leichtathletikstadion sowie eine Beachvolleyballanlage nahe dem Bildungszentrum. Das Fußballstadion Einbollenstadion des FC Denzlingen befindet sich östlich des Ortes und besitzt neben einem großen Spielfeld zwei kleinere Spielfelder sowie einen Kunstrasenplatz. Das Sportbad Denzlingen mit einer Zehn-Meter-Außensprunganlage befindet sich nördlich des Stadtparks am Fuße des Mauracher Berges.

#### Sportvereine
Der örtliche FC Denzlingen wurde 1928 gegründet. Die erste Herrenmannschaft spielt in der Oberliga Baden- Württemberg und wurde 1998 Südbadischer Pokalsieger und 1999 sowie 2009, 2023 und 2025 Südbadischer Meister. Die erste Frauenmannschaft gewann in den Jahren 2010 und 2011 die Südbadische Meisterschaft. Spielstätte des Vereins ist das Einbollenstadion in Denzlingen. Der FC Denzlingen veranstaltet seit 1988 im Januar ein Hallenfußballturnier namens Denzlinger Nacht.
Der Turnverein Denzlingen (TV Denzlingen) wurde 1904 gegründet und ist mit 1600 Mitgliedern der größte Sportverein des Orts. In sieben Abteilungen werden zahlreiche Sportarten angeboten, darunter Handball (zusammen mit dem SV Waldkirch als SG Waldkirch/Denzlingen), Judo, Leichtathletik, Ski, Tischtennis, Turnen und Volleyball. Ein Leichtathletikstadion und eine Beachvolleyballanlage am Bildungszentrum werden regelmäßig für Veranstaltungen des Vereins genutzt.
Das Schwimmteam Denzlingen entstand 1999 aus der alten Schwimmabteilung des TV Denzlingen. Das Angebot des Vereins deckt den gesamten Breiten- als auch Wettkampfsport ab.
Der von 1952 bis 2016 existierende Radsportverein RSV Breisgauperle Denzlingen war in mehreren Sparten aktiv, darunter Radrennsport, Kunstradsport und Mountainbiking. 2005 war der Verein Ausrichter der Hallenradsport-Weltmeisterschaft in Freiburg.
Der Tennisclub Denzlingen (TC Denzlingen) wurde 1956 gegründet und zählt mehr als 300 Mitglieder. Mehrere Sandplätze an der Jahnstraße nahe dem Stadtpark dienen als Spielort.
Der Billardverein PS Denzlingen, der als BSC Freiburg-Kaiserstuhl von 2004 bis 2006 in der 2. Poolbillard-Bundesliga spielte und 2011 den Deutschen Mannschafts-Pokal gewann, ist seit 2015 in Denzlingen ansässig.

### Veranstaltungen

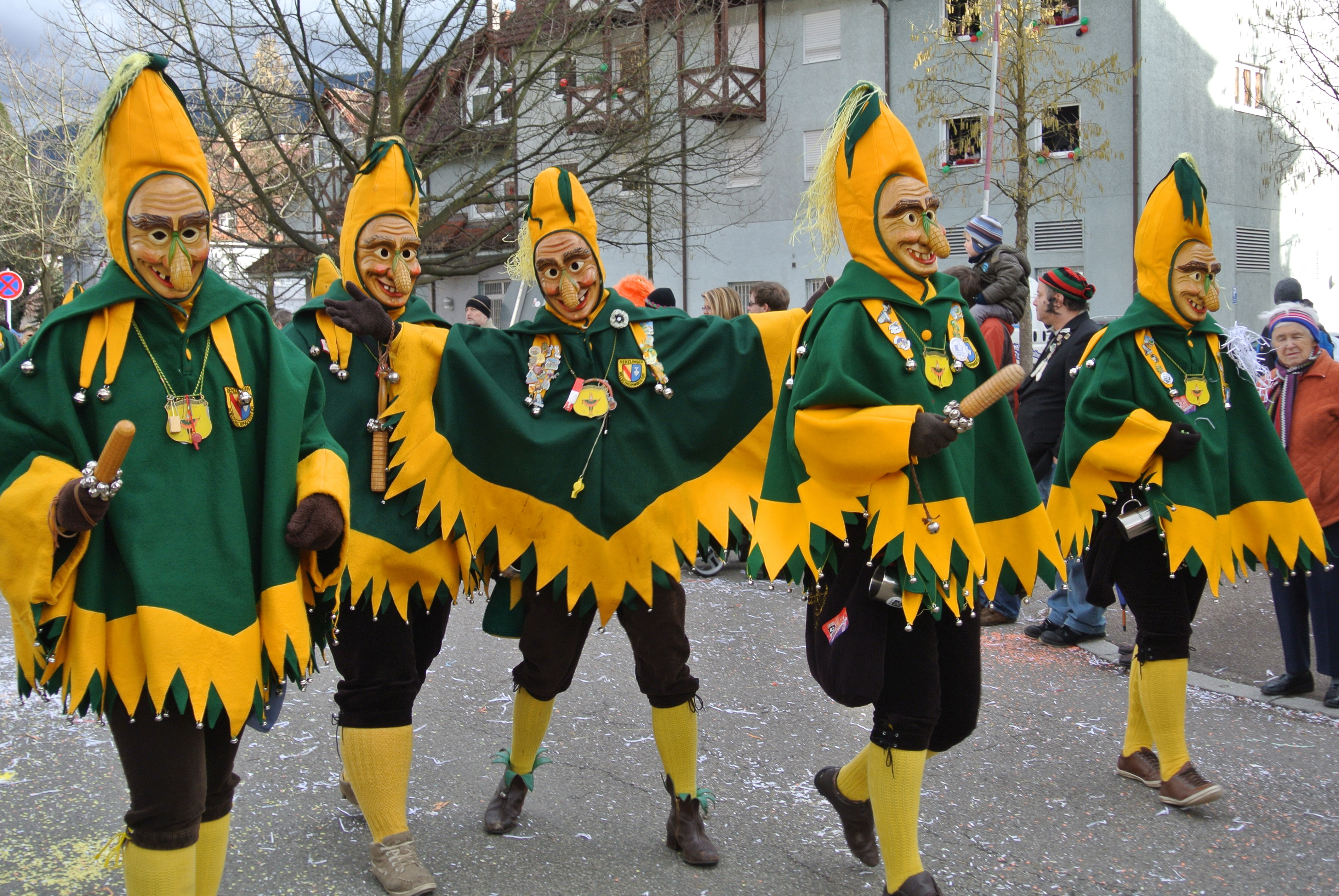
Denzlingens älteste Narrenzunft: die 1972 gegründeten Welschkorngeister

- Fasnet: Denzlingen verfügt über fünf Narrenzünfte.[95] Der Denzlinger Umzug findet traditionell am Rosenmontag ab 14:11 Uhr statt.
- Alljährliche Feste in Denzlingen sind: der Rathaushock, das Sichelhängifescht, der Hock am Heimethues, das Herbstfest und der Weihnachtsmarkt.
- Bereits zehnmal fand der Bulldog-Korso statt.[96]

### Sonstiges
- Die traditionelle Tracht in Denzlingen ist die Markgräfler Tracht.
- Das Gasthaus Rebstock-Stube, das sich in der ehemaligen Ratsstube gegenüber dem Storchenturm befindet, erhielt einst einen Michelin-Stern.[97]

## Persönlichkeiten

### Ehrenbürger
- 1900: Johann Michael Manger, Hauptlehrer[98]
- 1911: Friedrich Heckmann, Hauptlehrer[98]
- 2022: Jakob Schillinger

Theophil Rehm (1896–1970), dem ehemaligen NSDAP-Kreisleiter Emmendingens, der 1933 das Ehrenbürgerrecht verliehen bekam, wurde dieses im Jahr 2010 wegen „unwürdigen Verhaltens“ aberkannt; ein besonderes Wirken in Denzlingen konnte nicht festgestellt werden.

### In Denzlingen geboren
- Johann Philipp Sonntag (1778–1845), Papierfabrikant und Politiker
- Albert Höfflin (1925–2024), Denzlinger Bürgermeister von 1954 bis 1972 sowie Mitglied des Landtags von Baden-Württemberg von 1965 bis 1971 (CDU)
- Hans Meisel (* 1961), ehemalige Fußballspieler, FC Bayern München und SC Freiburg
- Gregor Marstaller (* 1984), Schauspieler

### Träger des Denzlinger Kulturpreises
- 2003: Michael Leuschner für „seine herausragenden Leistungen als Pianist“ sowie „sein kulturelles Engagement in der Gemeinde Denzlingen, insbesondere durch die von ihm initiierten und organisierten Kammermusikzyklen“
- 2005: Dieter Ohmberger für „seine herausragenden Leistungen als Historiker und Ortschronist“ sowie „sein kulturelles Engagement in der Gemeinde Denzlingen“
- 2007: Marianne Rappold für „ihre ambitionierten Leistungen als Regisseurin und Schauspielerin“ sowie „ihr kulturelles Engagement für die Gründung und 20-jährige Leitung der CVJM-Theatergruppe in Denzlingen“
- 2009: Petronella Rußer-Grüning für „ihr Engagement in verschiedenen Chören der Gemeinde Denzlingen und ihre Musical-Reihe der Grundschule, mit der sie viele Kinder zu Höchstleistungen gebracht hat“
- 2011: Werner Schwan für „sein jahrzehntelanges Engagement für den Denzlinger Literaturkreis“
- 2013: Marianne Maul für „ihr außerordentliches Engagement im Bereich Bildende Kunst und langjährige Arbeit im Arbeitskreis ‚Bildende Kunst‘“[100]
- 2015: Harald Aigeldinger für „dessen […] engagiertes Wirken für den Musikverein und die Kultur in der Gemeinde“[101]
- 2017: Sebastian Anders, der „seit Jahren das Kulturleben in Denzlingen bereichert, als Musiker ebenso wie hinter der Bühne, im Regieraum als Verantwortlicher für die Licht- und Tontechnik wie als Komponist und Arrangeur vieler Werke“[102]
- 2019: Monika Holubarsch für „das mehr als 30-jährige Engagement der Initiatorin und Leiterin des ökumenischen Kinder- und Jugendchores“[103]

### Weitere Persönlichkeiten
- Kurt Abels (1928–2014), Dr. phil., Professor für Deutsche Sprache und Literatur an der Pädagogischen Hochschule Freiburg, lebte und starb in Denzlingen.
- Norbert Baha (* 1952), promovierter Historiker, Schulbuchautor (Historia: Geschichtsbuch für Gymnasien) und Sachbuchautor (Weingüter in Baden), lebt in Denzlingen.
- Harald Becker (* 1953), Unternehmer und Automobilrennfahrer (u. a. DTM), wuchs in Denzlingen auf.
- Christian Billich (* 1987), Eishockeyspieler, lebte in Denzlingen.[104]
- Steven Billich (* 1993), ehemaliger Eishockeyspieler, lebte in Denzlingen.[104]
- Karl Büchner (1910–1981), Dr. phil., 1943–1976 Professor für Klassische Philologie in Freiburg, starb in Denzlingen.
- Wolfram Burgard (* 1961), Dr. rer. nat., Professor für Autonome Intelligente Systeme am Institut für Informatik der Albert-Ludwigs-Universität Freiburg, Träger des Gottfried-Wilhelm-Leibniz-Preises 2009, lebt in Denzlingen.
- Joseph Maria Benedikt Clauß (1868–1949), katholischer Geistlicher, war von 1919 bis 1925 Pfarrkurat in Denzlingen.
- Matthias Deutschmann (* 1958), Kabarettist und Schachspieler, verbrachte seine Jugend in Denzlingen.[105]
- Dietrich Elchlepp (* 1938), Politiker, lebt seit 1972 in Denzlingen.[106]
- Johannes Fecht (1636–1716), evangelischer Theologe, war von 1666 bis 1667 Pfarrer in Denzlingen.[107]
- Andreas Fervers (* 1957), Komponist, lebt in Denzlingen.[108]
- Dieter Geuenich (* 1943), Dr. phil., Professor für mittelalterliche Geschichte in Freiburg (1982–1987) und Duisburg (1989–2008), war bis 2015 Vorsitzender des Denzlinger Arbeitskreises kultureller Vereine und wohnt seit 1973 in Denzlingen.
- Hans Peter Haller (1929–2006), Komponist, starb in Denzlingen.
- Clara Halouska (* 2000), Schauspielerin, wuchs in Denzlingen auf.
- Maximilian Heidenreich (1967–2024), Fußballspieler, lebte in Denzlingen.
- Carola Horstmann (* 1948), deutsche Autorin, die überwiegend in ihrer alemannischen Mundart schreibt, lebt in Denzlingen.
- Tabea Hug (* 2002), Schauspielerin, lebt in Denzlingen.
- Hanno Hurth (* 1963), Kommunalpolitiker, lebt in Denzlingen.
- Harald Janson (* 1969), Basketballfunktionär, war Lehrer am Erasmus-Gymnasium Denzlingen.
- Mike Kluge (* 1962), Radrennfahrer und Cyclocross-Weltmeister 1992, lebt in Denzlingen.
- Hanka Kupfernagel (* 1974), Deutsche Meisterin, Europameisterin und Weltmeisterin im Radsport, wohnte in Denzlingen.
- Peter Liesenfeld (* 1966), Koch, arbeitete in der Rebstock-Stube.
- Fritz Maass (1910–2005), Theologe, wohnte in Denzlingen
- Till Mansmann (* 1968), Politiker, ging in Denzlingen zur Schule.
- Christian Meisel (* 1987), Leichtathlet, mehrere Medaillen bei deutschen Meisterschaften.
- Christian Meyer (* 1969), Radrennfahrer und Olympiasieger, wohnt in Denzlingen.
- Anton Petri (1928–2005), Lehrer, Chorleiter, Dirigent und Buchautor, lebte zeitweise in Denzlingen.
- Otto Heinrich Raupp (1867–1945), Theologe und Dorfschullehrer, war von 1919 bis 1938 Pfarrer der Georgskirche in Denzlingen.
- Jörg Rehn (1918–2002), Chirurg und Hochschullehrer, starb in Denzlingen.
- Albrecht Rosenstengel (1912–1995), Komponist, starb in Denzlingen.
- Andreas Scheuerpflug (* 1967), Beachvolleyballspieler, wuchs in Denzlingen auf.
- Dirk Schindelbeck (* 1952), Autor, lebt in Denzlingen.[109]
- Ortwin-Wolfgang Schmidt (* 1944), ehemaliger rumänischer Handballnationalspieler sowie Handballtrainer, lebt in Denzlingen.[110]
- Christian Schumann (* 1983), Dirigent, wuchs in Denzlingen auf.[111]
- Wolf-Dieter Sick (1925–2013), Geograph und Professor, starb in Denzlingen.
- Alexandra Stegmann (* 1983), ehemalige Fußballspielerin, ging in Denzlingen zur Schule.
- Rüdiger Tonojan (* 1972), Politiker (Bündnis 90/Die Grünen), lebt in Denzlingen.
- Ferenc Vozar (1945–1999), Eishockeyspieler, starb in Denzlingen.
- Patrick Vozar (* 1974), ehemaliger Eishockeyspieler, lebt in Denzlingen.[104]
- Meinolf Wewel (* 1931), Verleger, lebt seit 1979 in Denzlingen.
- Kurt Wiemers (1920–2006), Dr. med., Professor für Anästhesiologie in Freiburg, starb in Denzlingen.
- Theodor Zeller (1900–1986), Maler und Künstler, lebte seit 1929 in Denzlingen.